# Kölner Zoo
Koordinaten: 50° 57′ 30″ N, 6° 58′ 24″ O
Der Zoologische Garten Köln im nördlichen Stadtteil Riehl wurde im Jahre 1860 gegründet und gilt unter den heute in Deutschland vorhandenen Tiergärten als drittältester Zoo. Mit über 1,3 Millionen Zutritten (im Jahr 2019) gehört er zu den meistbesuchten Einrichtungen seiner Art in Deutschland.

## Historische Entwicklung

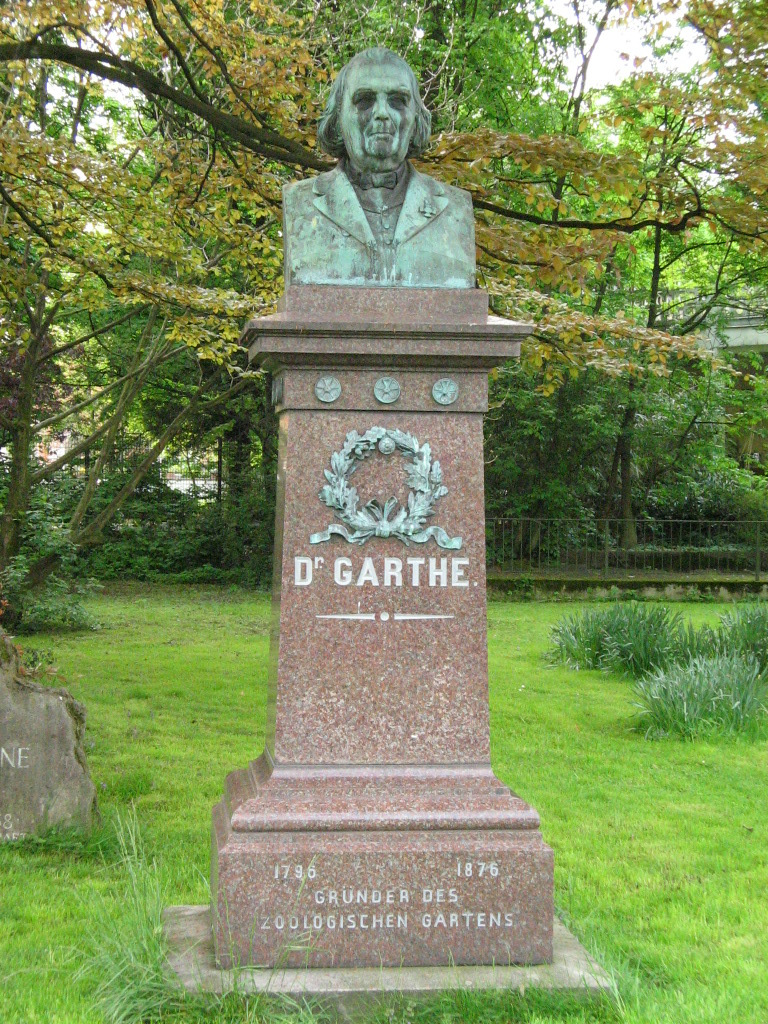
Statue für den Gründer des Kölner Zoos, Caspar Garthe

### 1857–1914
Auf Betreiben von Caspar Garthe wurde 1858 die „Actiengesellschaft Zoologischer Garten zu Cöln“ mit einem Stammkapital von 100.000 Talern gegründet. Die Gesellschaft erwarb im Norden der Stadt ein nahe dem Rhein gelegenes Gelände im damals zur Gemeinde Longerich gehörenden Riehl und beförderte damit die Entwicklung des Ortes zum Kölner Amüsierviertel. Mit der gärtnerischen Gestaltung der Anlage wurde der städtische Gartenbaudirektor Anton Strauß betraut.
Zum ersten Direktor des am 22. Juli 1860 eröffneten Zoos wurde Heinrich Bodinus ernannt. Er bezog die 1859/60 erbaute klassizistische Direktorenvilla, die damit das älteste erhaltene Wohnhaus im Zoologischen Garten und in Riehl ist.
Im Jahre 1864 starb im Zoo ein Orang-Utan, der durch einen Schimpansen ersetzt wurde. Seinerzeit konnte der Tierbestand des Affenhauses auch durch mehrere Monaäffchen, einen Klammeraffen, Hamadryaspaviane (Mantelpaviane) sowie einen Husarenaffen erweitert werden. Einige der Affen hatten sich bereits erfolgreich fortgepflanzt. Zum Bestand des Zoos gehörten darüber hinaus Dromedare, ein Pärchen ägyptischer Luchse (Rohrkatzen), junge Löwen, Hyänen, Schakale und Antilopen. Da der Zoo bereits fast überfüllt war, musste zur Erweiterung des Geländes ein benachbartes Grundstück angekauft werden.
Die ersten Tiergehege wurden im damals sehr populären maurischen Architekturstil errichtet. Erhalten hat sich davon nur das ehemalige Giraffen- und Antilopenhaus, das nach einem Entwurf von Josef Felten im Jahre 1863 errichtet wurde. 1874 wurde es mit stilistischen Anleihen an indische Tempel zum Elefantenhaus erweitert und diente bis zum Bau des Elefantenparks 2004 als Gehege für die Dickhäuter.
Seit der Frühzeit des Zoos werden bis heute als Gehege genutzt die 1884 von Alfred Müller im sogenannten „Schweizer Blockhausstil“ errichteten Rinderhäuser, der 1887 errichtete Seelöwenfelsen sowie das 1899 eröffnete, von der Architektur russischer Kirchen inspirierte Vogelhaus. Die unter Denkmalschutz stehenden Gebäude und Einrichtungen genügen den Anforderungen an moderne Tierhaltung nur bedingt, wobei der Zoo bemüht ist, bei den Renovierungen in die alte Hülle moderne Standards einzuziehen.
Der 1914 eingeweihte, rund zehn Meter hohe Affenfelsen folgte der damals revolutionären gitterlosen Tierpräsentation, die 1907 Carl Hagenbeck in seinem Hamburger Tierpark eingeführt hatte. Die neuartige Anlage, zu der auch ein im Krieg zerstörtes Eisbärenbecken mit 8 Meter hohen Felsenklippen und ein Adlerberg gehörten, war von Max Stirn im Auftrag des Zoodirektors Ludwig Wunderlich geplant worden. Der mit Pavianen lebhaft bevölkerte Affenfelsen gehört seit über 100 Jahren zu den Attraktionen für die Zoobesucher.

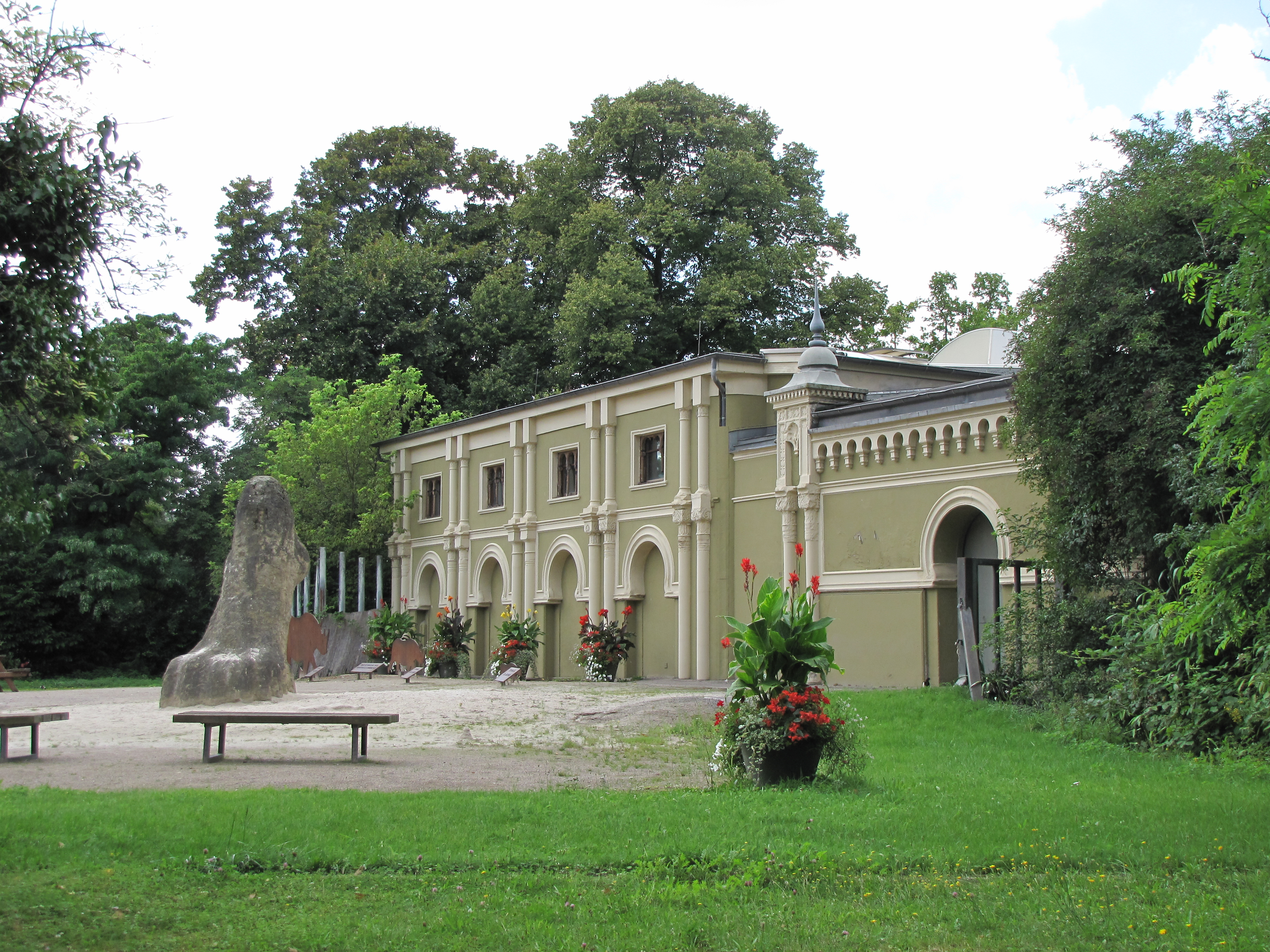
Maurisch-Indisch: Antilopenhaus (1863)
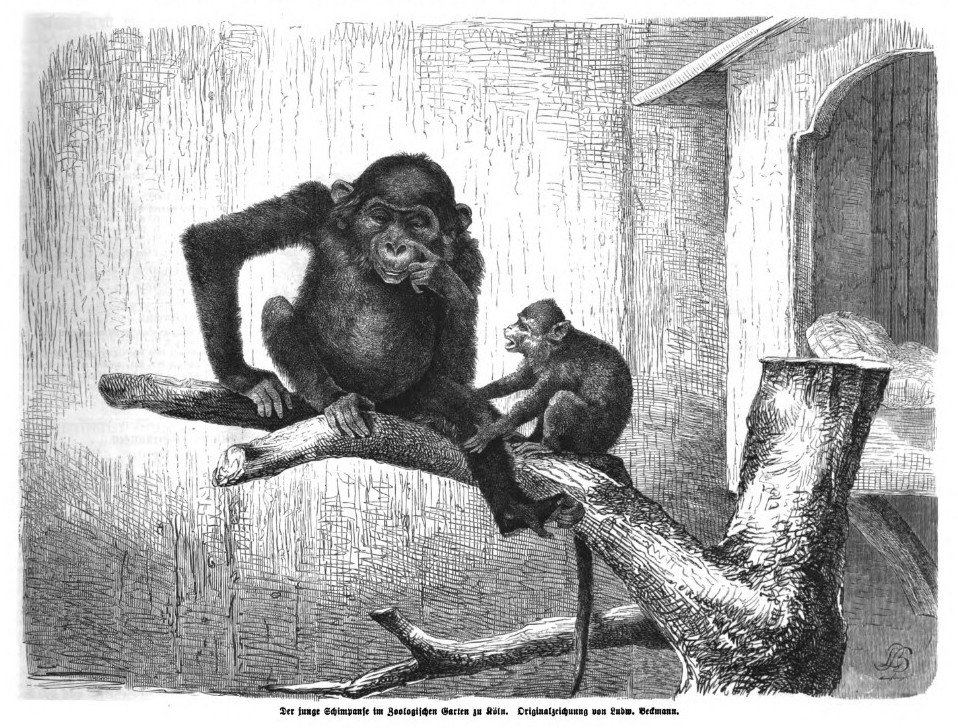
Junger Schimpanse im Kölner Zoo (1864)
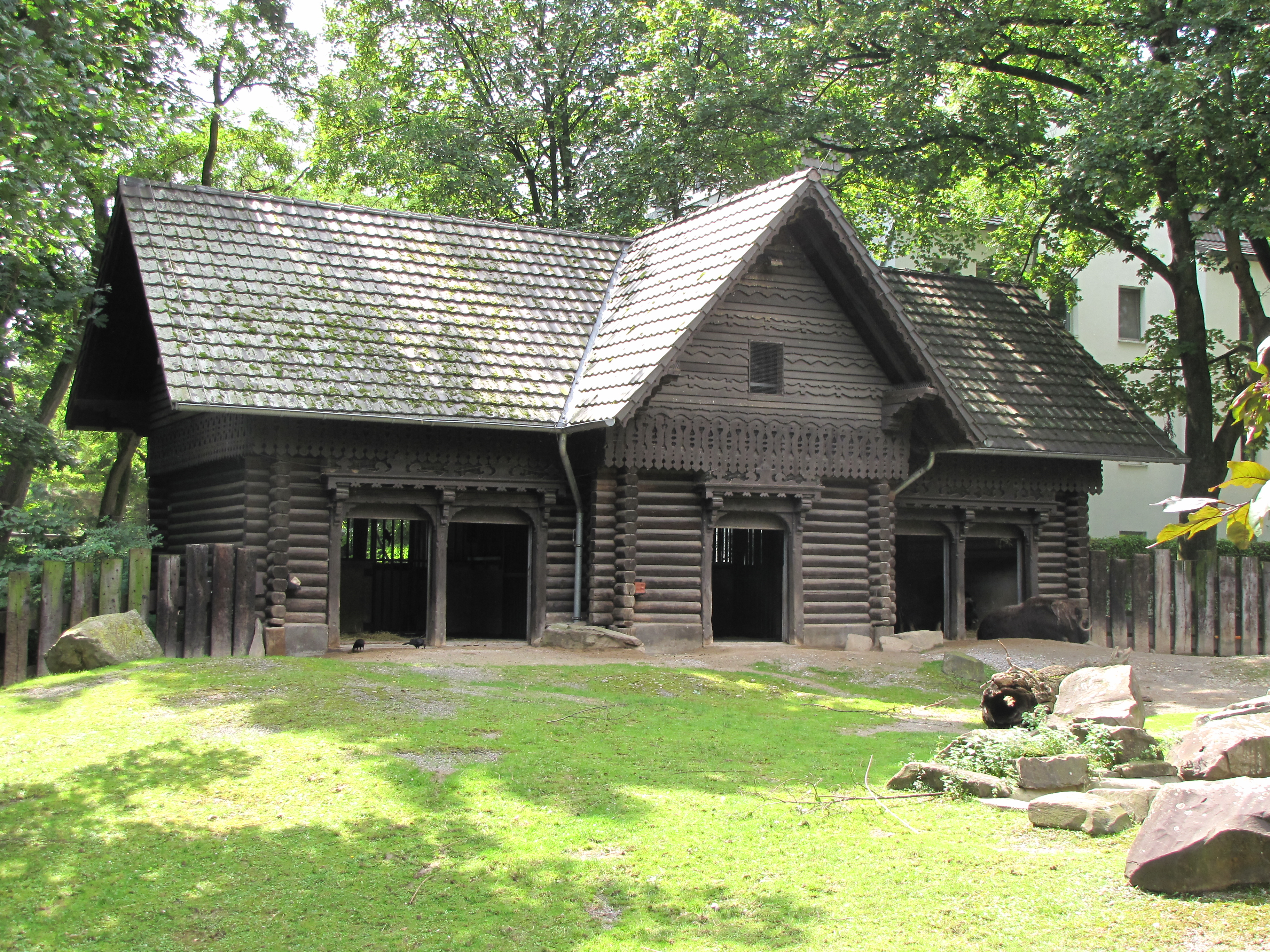
Blockhaus: Rinderhaus (1884)
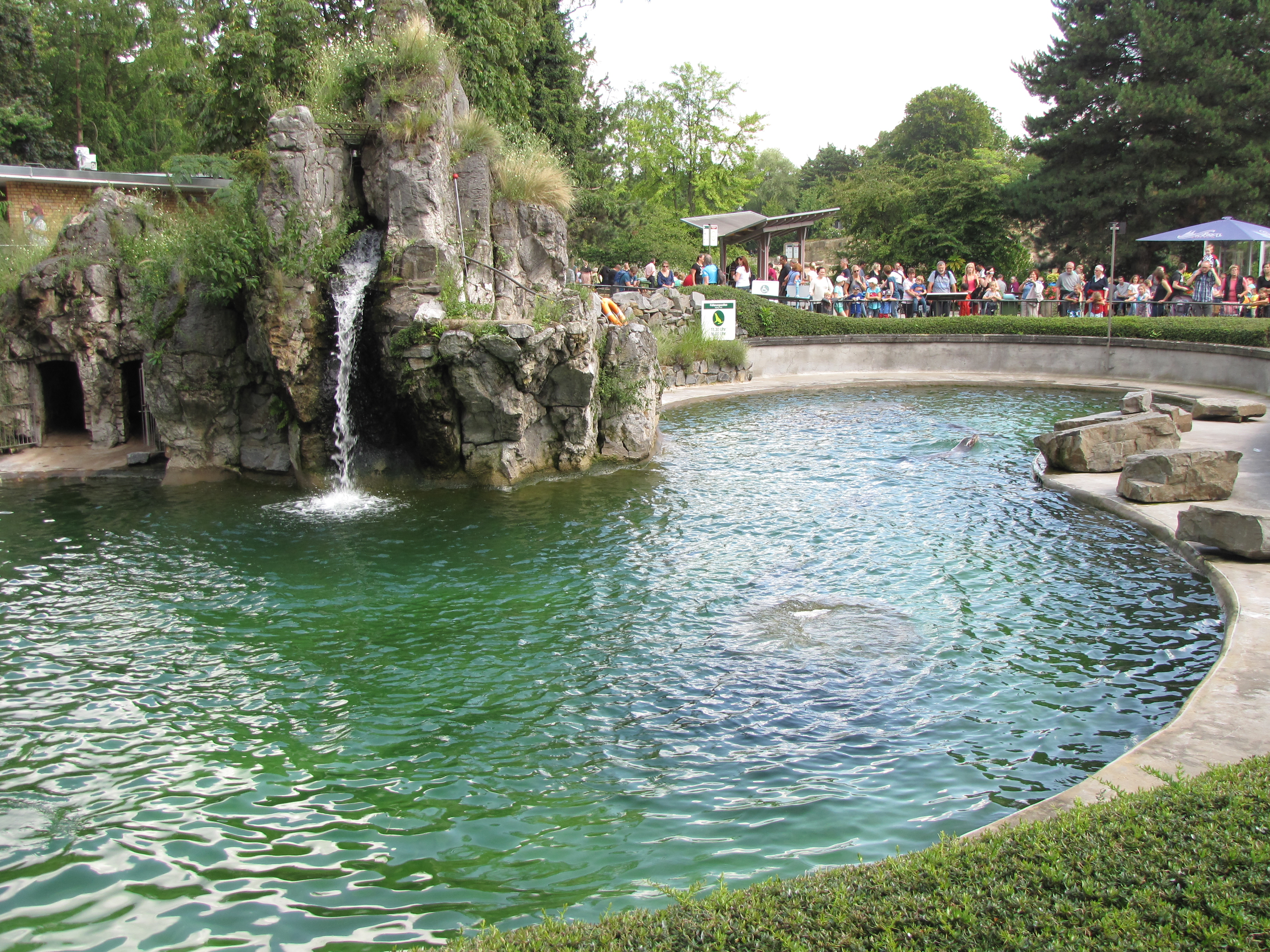
Tuffstein: Seelöwenfelsen (1886/87)
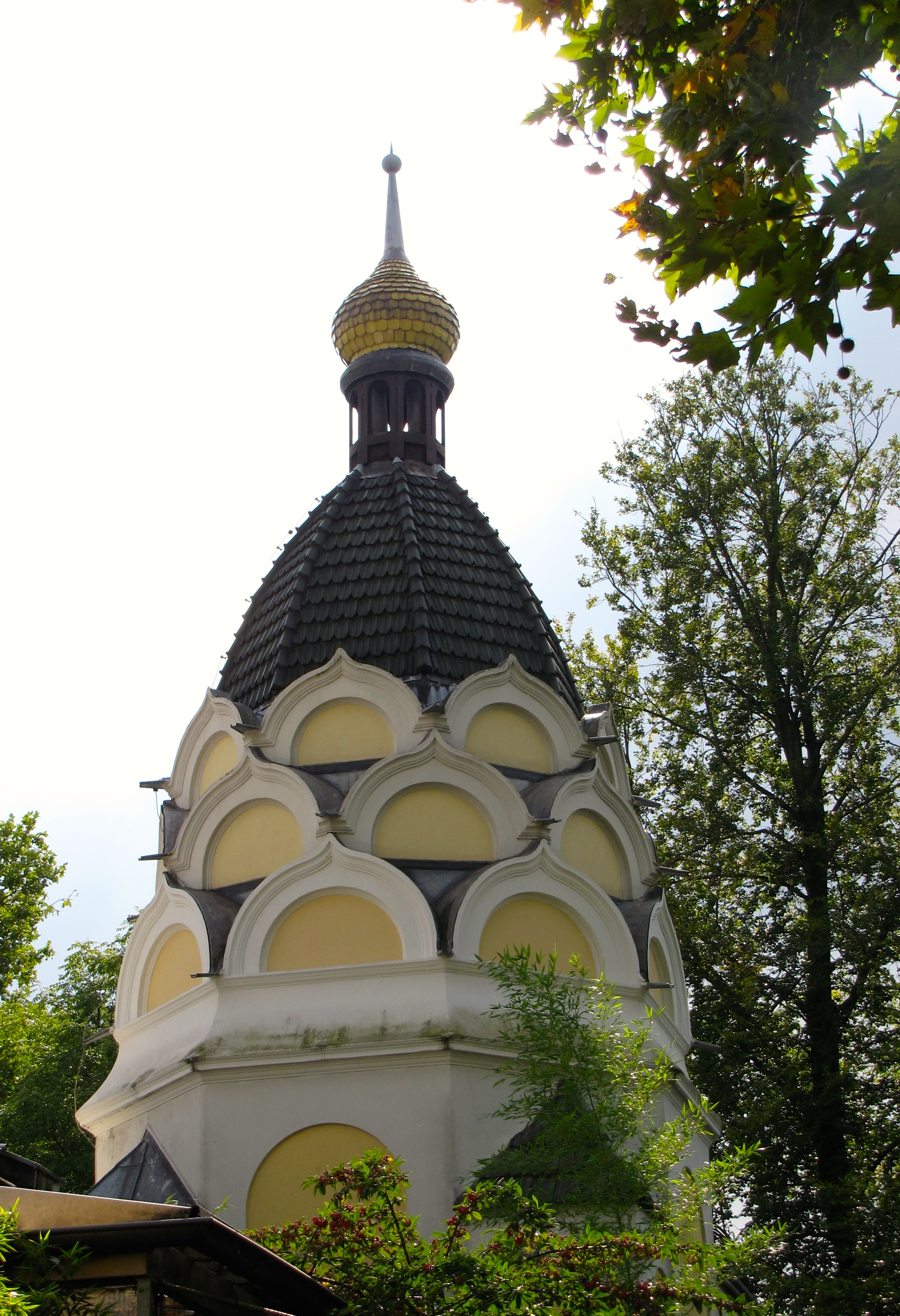
Russisch: Historisches Vogelhaus (1899)
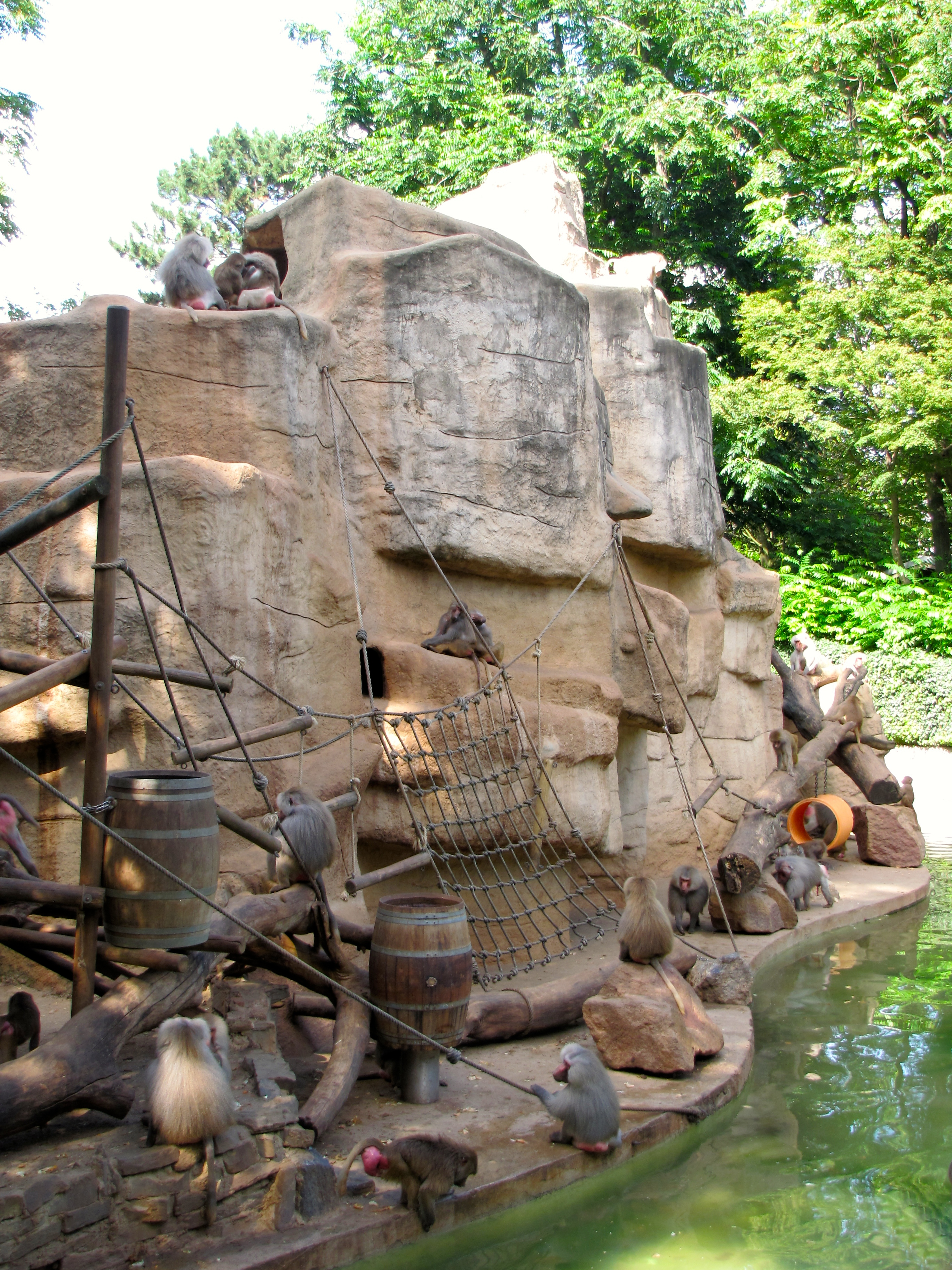
Freigehege: Affeninsel (1914)

Zwischen 1878 und 1932 fanden im Kölner Zoo sieben Völkerschauen statt, bei denen dem Publikum Mitglieder „exotischer“ Völker – Männer, Frauen und Kinder – unter nachgestellten Lebensbedingungen präsentiert wurden. Solche Veranstaltungen konnten reißerisch (und fälschlich) als Ausstellung von „Kannibalen“, wie im Falle einer 1931 ausgestellten Gruppe von Neukaledoniern, aufgemacht sein. Sie wurden aber auch als „exotische Modenschau im Kölner Zoo“ angekündigt, so bei einer Veranstaltung mit Schwarzafrikanern aus dem Volk der Sara-Kaba im gleichen Jahr.

### 1914–1947

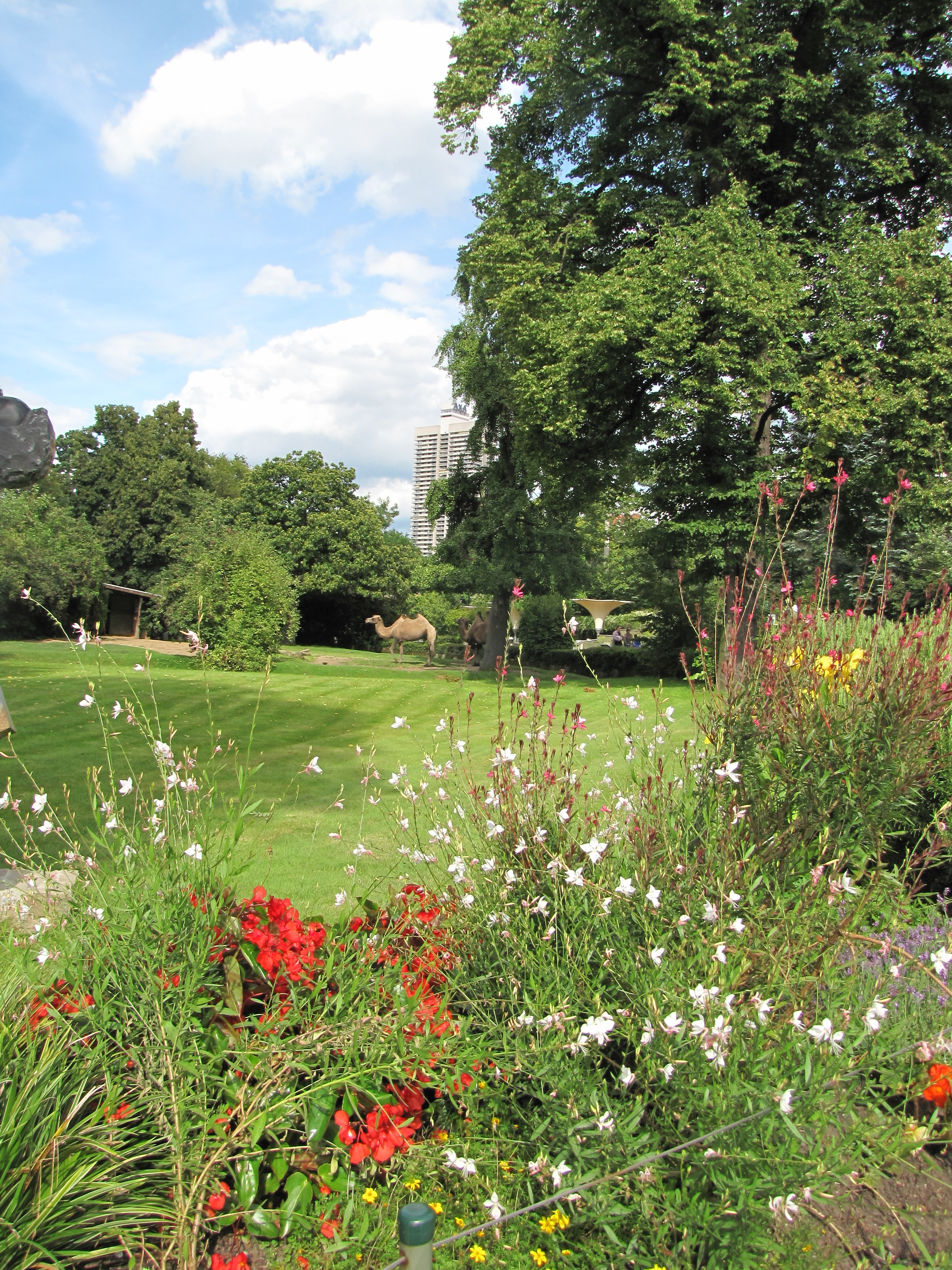
Gitterlos: Kamelpark von 1936

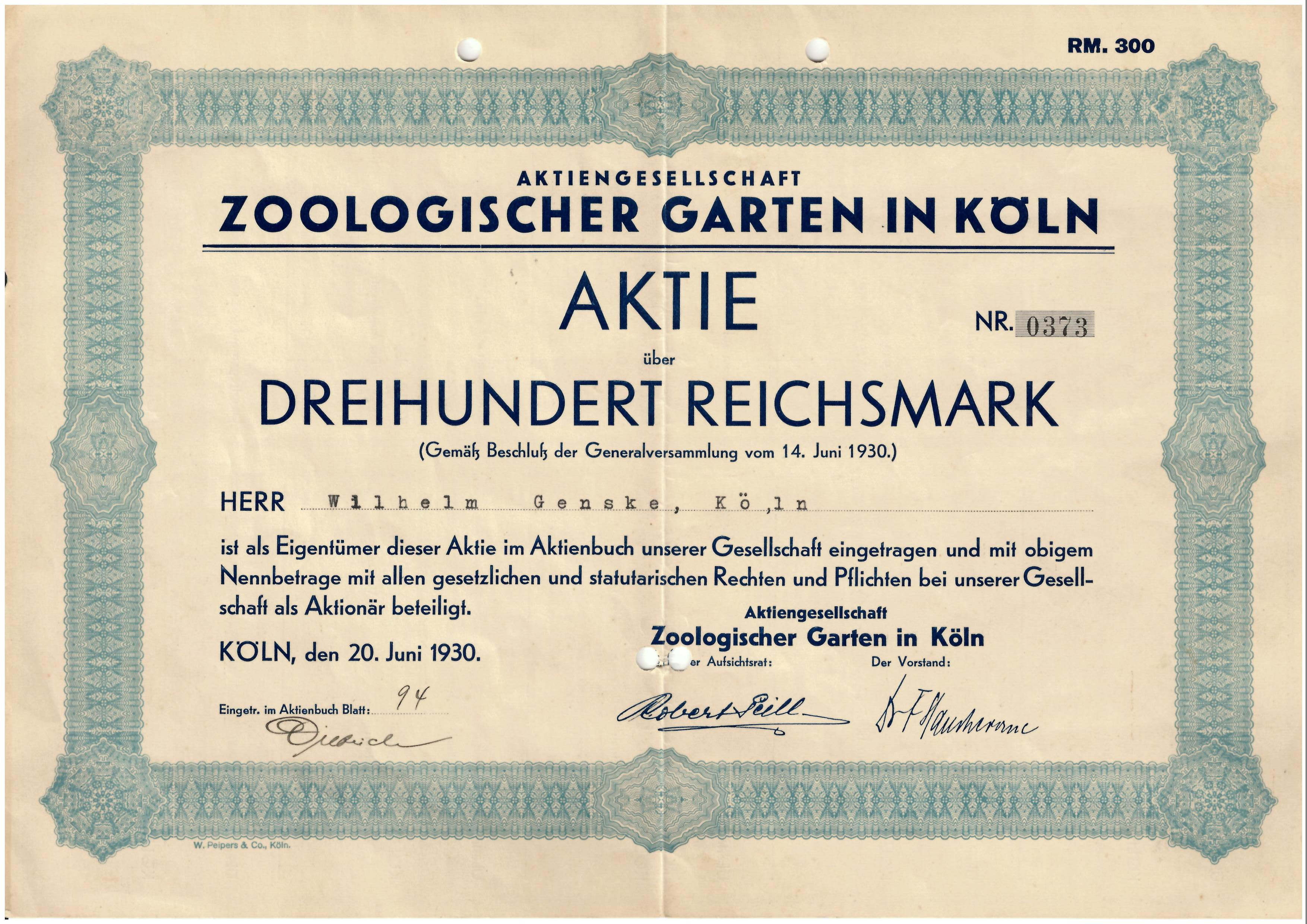
Namensaktie über 300 RM des Zoologischen Garten in Köln vom 20. Juni 1930

Der Erste Weltkrieg, die Weltwirtschaftskrise und der Zweite Weltkrieg waren eine harte Zeit für den Zoo, der in diesen Jahren große Teile seines Tierbestands verlor und seine Selbständigkeit aufgeben musste. Baulich entwickelte sich die Anlage nicht weiter; lediglich das gitterlose Kamelgehege wurde 1936 im Eingangsbereich des Zoos neu angelegt.
Am Ende des Ersten Weltkrieges war der Tierbestand wegen Futtermangels auf ein Viertel dezimiert. Erst 1924 erreichte die Zahl der Tiere wieder das Vorkriegsniveau, weil es dem Zoodirektor gelang, den Tierbestand des Breslauer Zoos zu erwerben, der vollständig schließen musste. Anhaltende finanzielle Schwierigkeiten der Actiengesellschaft Zoologischer Garten zu Cöln führten 1937 dazu, dass die Stadt die Aktienmehrheit des auf 450.000 Reichsmark erhöhten Stammkapitals übernahm. Seitdem trägt die Stadt Köln die Verlustabdeckung.
Während des Zweiten Weltkriegs litt der Zoo schwer unter den alliierten Bombenangriffen; ab 1944 blieb der Garten geschlossen. Bei Kriegsende war er nahezu völlig zerstört, zählte 133 Bombentrichter – und noch 23 Tiere. Die Tierhäuser waren fast ausnahmslos schwer beschädigt und nicht mehr nutzbar. Lediglich das 1863/74 erbaute Elefantenhaus hatte den Krieg weitgehend unbeschadet überstanden.

### 1947–1981
Nach ersten Aufräumarbeiten wurde der Zoo 1947 wieder eröffnet; auch konnten einzelne neue Tiere angeschafft werden, darunter 1950 der später als Petermann in die Zoogeschichte eingegangene Schimpanse. 1952 wurde das renovierte Vogelhaus wieder in Betrieb genommen, 1955 zogen die Seelöwen in das wieder hergestellte Seelöwenbecken. Der erste große Neubau kam 1956/1957 den Eisbären zugute. An Stelle der im Krieg zerstörten Eisbärenklippen errichtete Kurt Meywald im Auftrag von Zoodirektor Wilhelm Windecker eine Anlage in Sichtbeton, bei der sich die Betonplatten wie stilisierte Eisschollen eines kalbenden Gletschers in das Wasserbassin hineinschoben.
Eine neue Größe konnte der Zoo 1960 erschließen, als das Gelände der ehemaligen Radrennbahn dem Zoo zugeschlagen wurde und die Fläche des Tiergartens von 11 auf 18,8 Hektar deutlich erweiterte. Grundlage für den weiteren Ausbau des Zoos zu alter Bedeutung wurde der 1957 im Auftrag des Oberstadtdirektors Max Adenauer erstellte Idealplan, der bis 1973 mit erheblichen finanziellen Mitteln umgesetzt wurde: neues Zoorestaurant (1958), Afrika-Anlage für Zebras, Gnus und Strauße (1959), Pinguin-Becken mit Kühlanlage (1960), Fasanerie (1961), neues Verwaltungsgebäude am Zooeingang (1962), Freianlagen für Löwen und Tiger (1964), Giraffenhaus (1966), Bärenfreianlage (1969) und Lemurenhaus (1973). Die nüchterne, zweckgebundene Form der neuen Bauten mit Sichtbetonstützen, roten Backsteinflächen und der kahlen gekachelten Badezimmerkultur folgten dem damaligen Zeitgeschmack visueller Funktionalität, entsprachen allerdings zwei Jahrzehnte später nur noch bedingt dem modernen Verständnis naturnah tiergerechter Haltung. 1964 wurde im Kölner Zoo die erste Zooschule in Europa eröffnet.
Dian Fossey dokumentiert in ihrem Buch die Geschichte von Coco und Pucker, zwei jungen Berggorillas, die 1969 im Auftrag des Kölner Zoos im Vulkan-Nationalpark in Ruanda gefangen wurden. Bei den Jagden waren mindestens 18 weitere Berggorillas der zugehörigen Familiengruppen getötet worden. Im Zoo starben die beiden Berggorillas ohne Nachwuchs 1978.

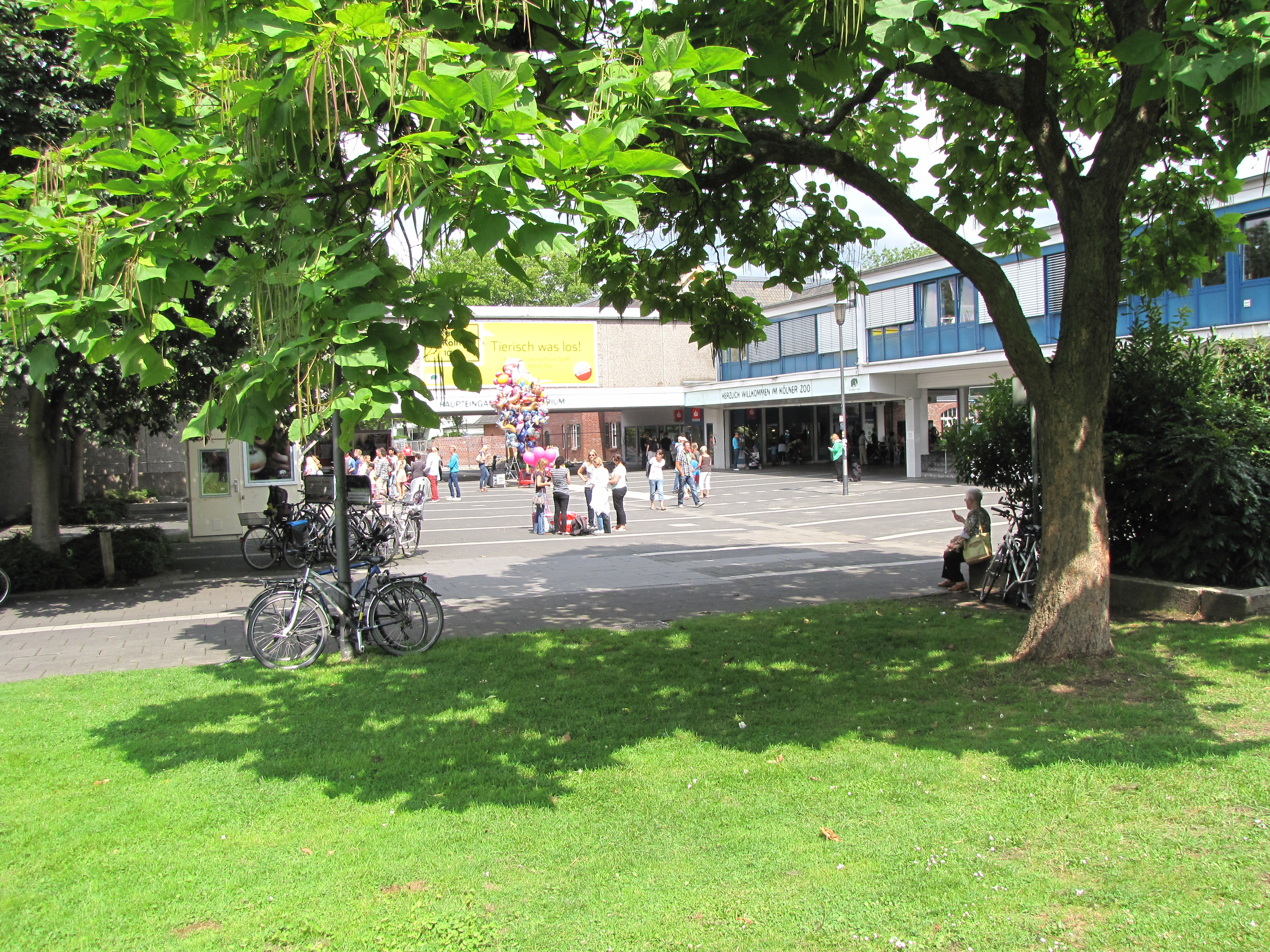
Zoo-Eingang und Verwaltungsgebäude (1962)
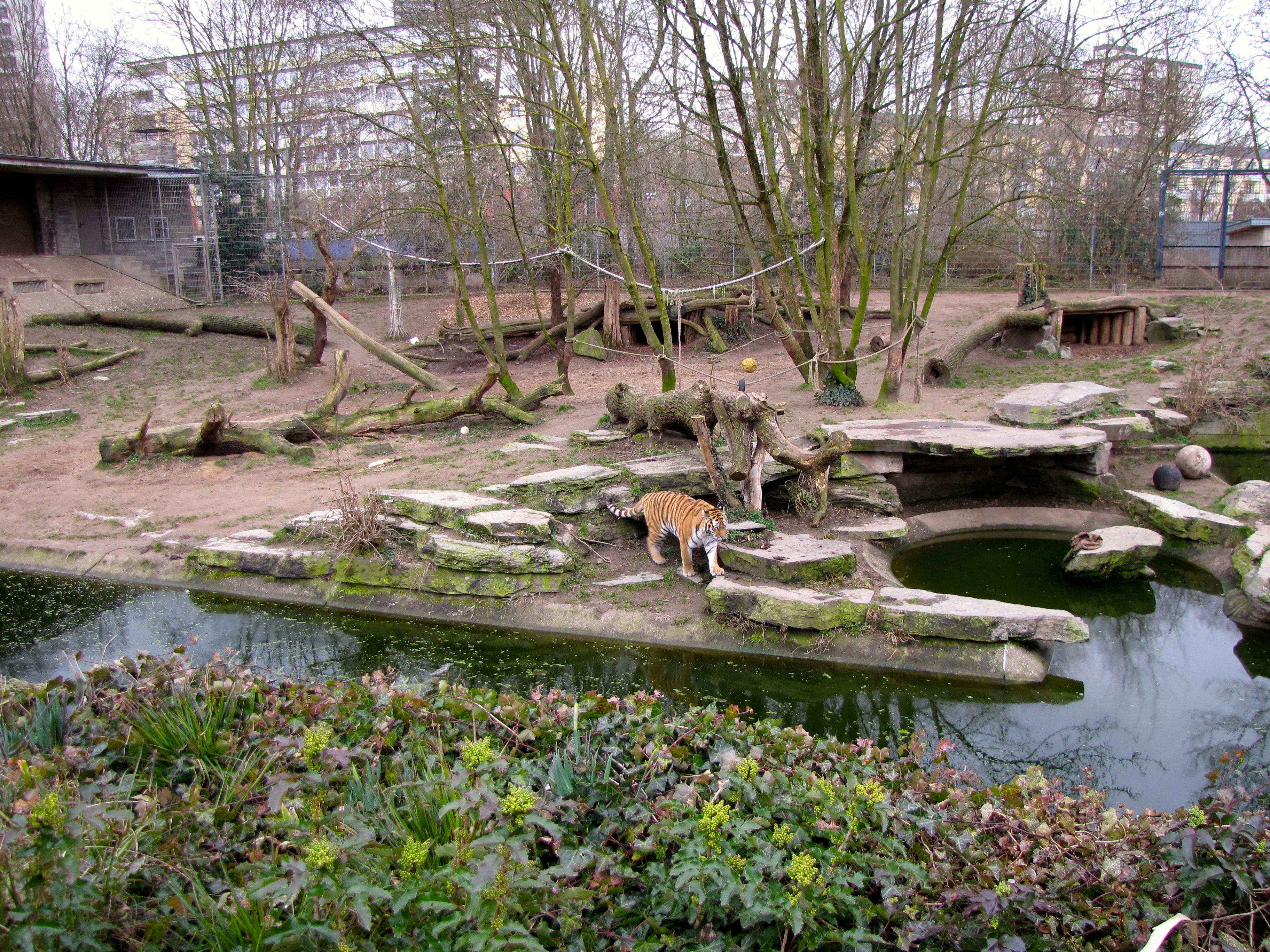
Tigeranlage (1964)
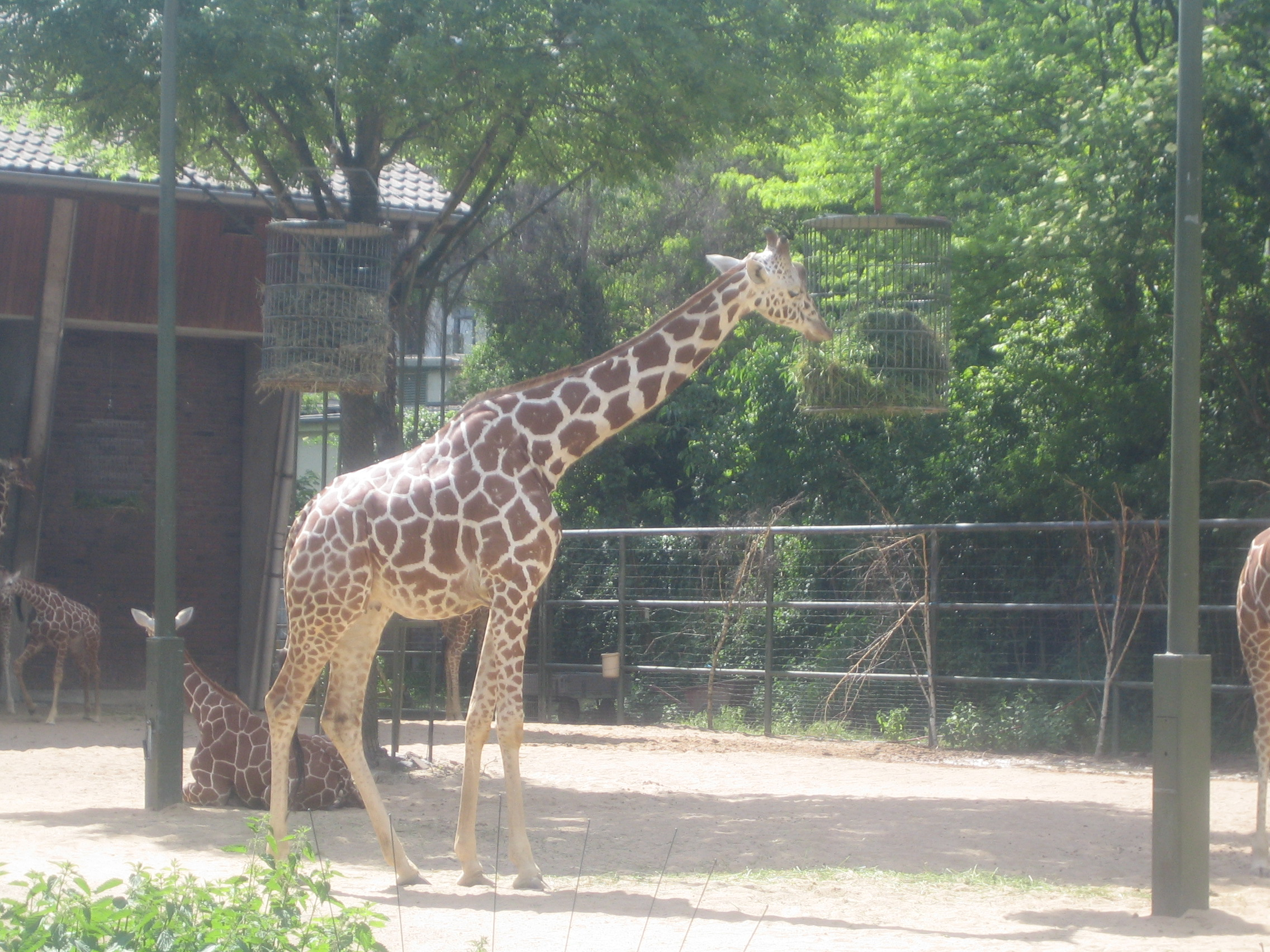
Giraffenhaus (1966)
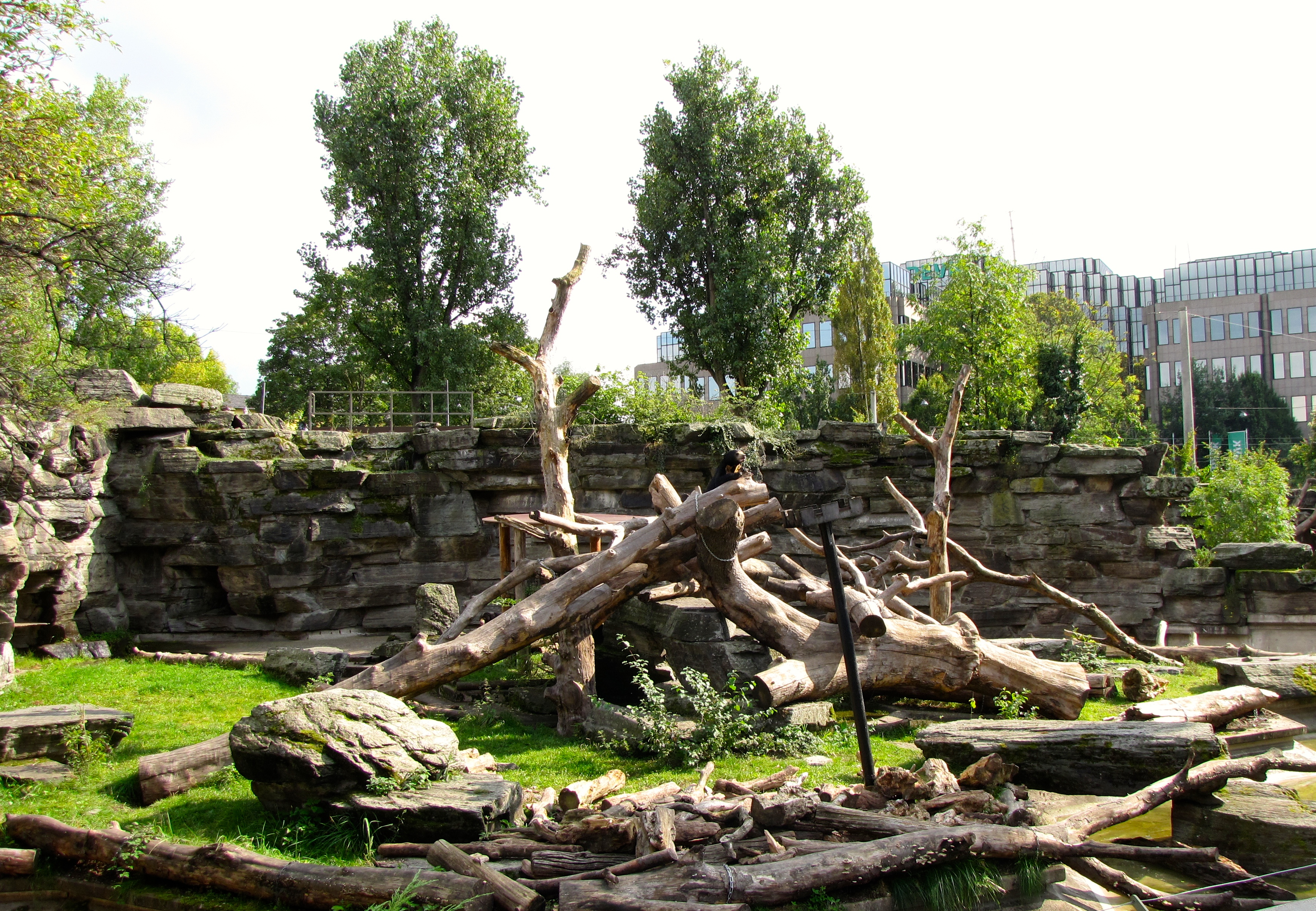
Bärenfreianlage (1969)

Das bis heute teuerste Bauprojekt im Kölner Zoo entstand 1968 bis 1971 in Gestalt des Aquariums, das auch ein Terrarium und ein Insektarium umfasst. Für den Bau hatte sich insbesondere Oberbürgermeister und Zoo-Aufsichtsrat Theo Burauen  eingesetzt, der die Zoo-Erweiterung als Teil der 1971 durchgeführten Bundesgartenschau ansah. Ab 1973 aber war die finanzielle Kraft der Stadt Köln erschöpft und der Zoo musste mit bescheideneren Mitteln eine längere Baupause einlegen.

### 1981–2012
Im Übergang zu den 1980er Jahren war der Kölner Zoo finanziell ausgeblutet und baulich marode. Das historische, 1863 erbaute Elefantenhaus und der 1914 errichtete Affenfelsen galten als baufällig, das 1899 eröffnete Vogelhaus, das seit 1980 die Menschenaffen beherbergte, war dringend renovierungsbedürftig. Gleichzeitig setzte sich – begleitet durch nachdrückliche Förderung der Kölner Zooleitung – auch in den europäischen Tierparks der Trend durch, Tiere in einer artgerechten Simulation des natürlichen Lebensraumes zu halten und die alten Menagerien und Käfige abzubauen.
Beides zwang den Kölner Zoo zu einer nachhaltigen Umgestaltung, die der von 1981 bis 2006 amtierende Zoodirektor Gunther Nogge durch umtriebige Werbeaktionen und mit der finanziellen Unterstützung des 1982 gegründeten Fördervereins „Freunde des Kölner Zoos e. V.“ bewältigte. Ein europaweit Aufsehen erregendes Zeichen für das neue Verständnis der Zootierhaltung war das 1985 eröffnete Urwaldhaus für Menschenaffen. Es ist auf einer Fläche von 2200 m² als luftfeuchtes Treibhaus mit einer urwaldähnlichen Pflanzenwelt gestaltet, um Orang-Utans, Gorillas, Bonobos und Guerezas eine dschungelartige Lebenswelt zu bieten. Dieses Großprojekt war ein frühes Beispiel der Zooarchitektur für ein Immersionsgehege, das die Tierhaltung unter naturnahen Bedingungen erlaubt, die der Besucher scheinbar als Fremder betritt.
Ebenfalls 1985 wurde im Kölner Zoo das erste Europäische Erhaltungszuchtprogramm (EEP) für bedrohte Tierarten ins Leben gerufen.

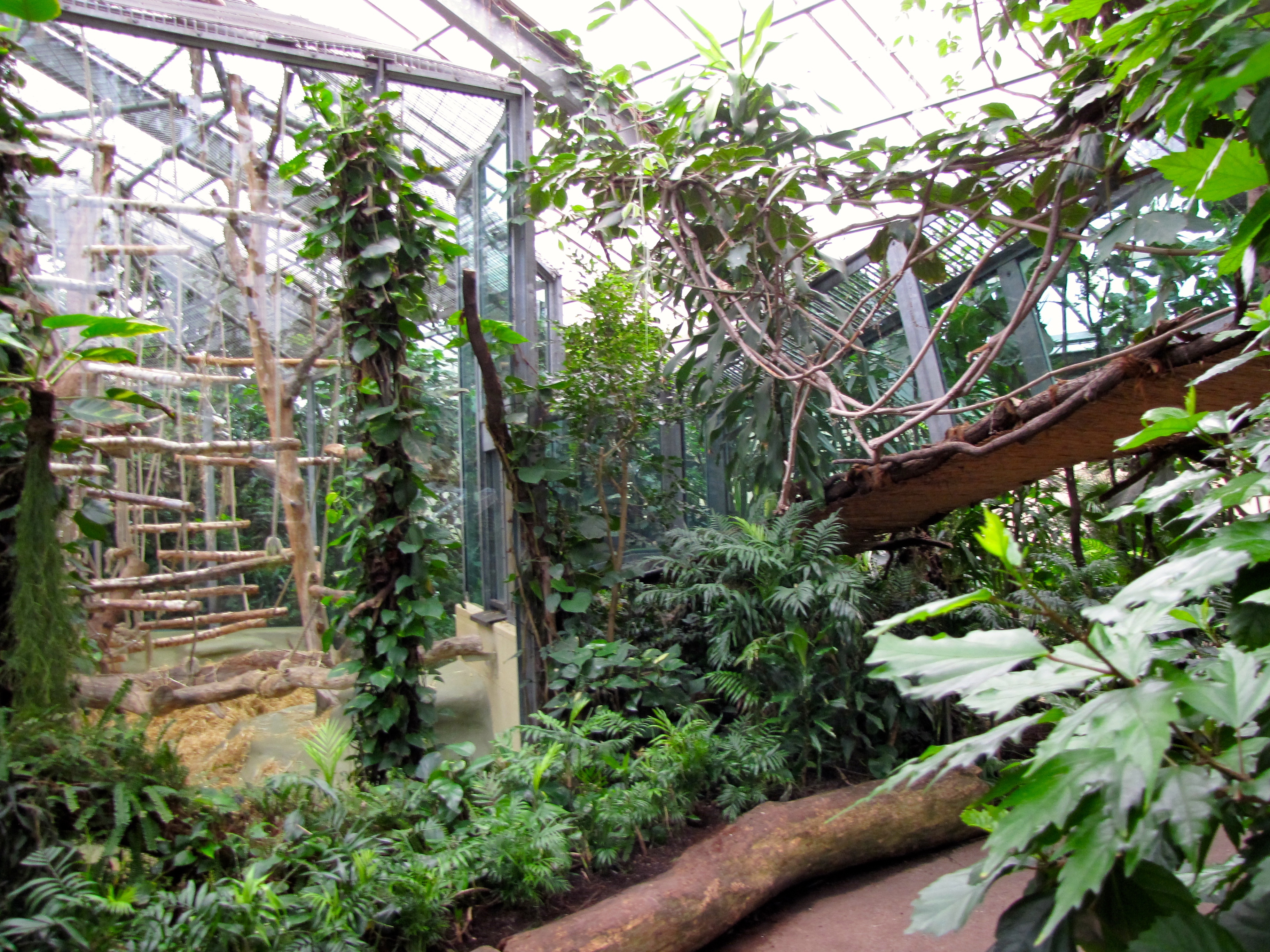
Urwaldhaus (1985) für Menschenaffen
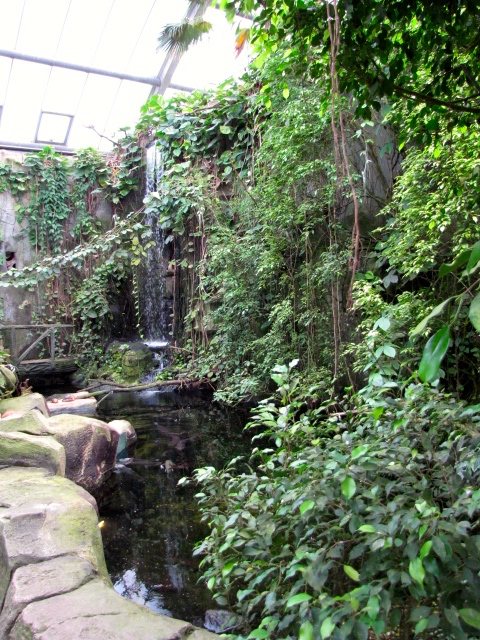
Regenwaldhaus Südostasien (2000)
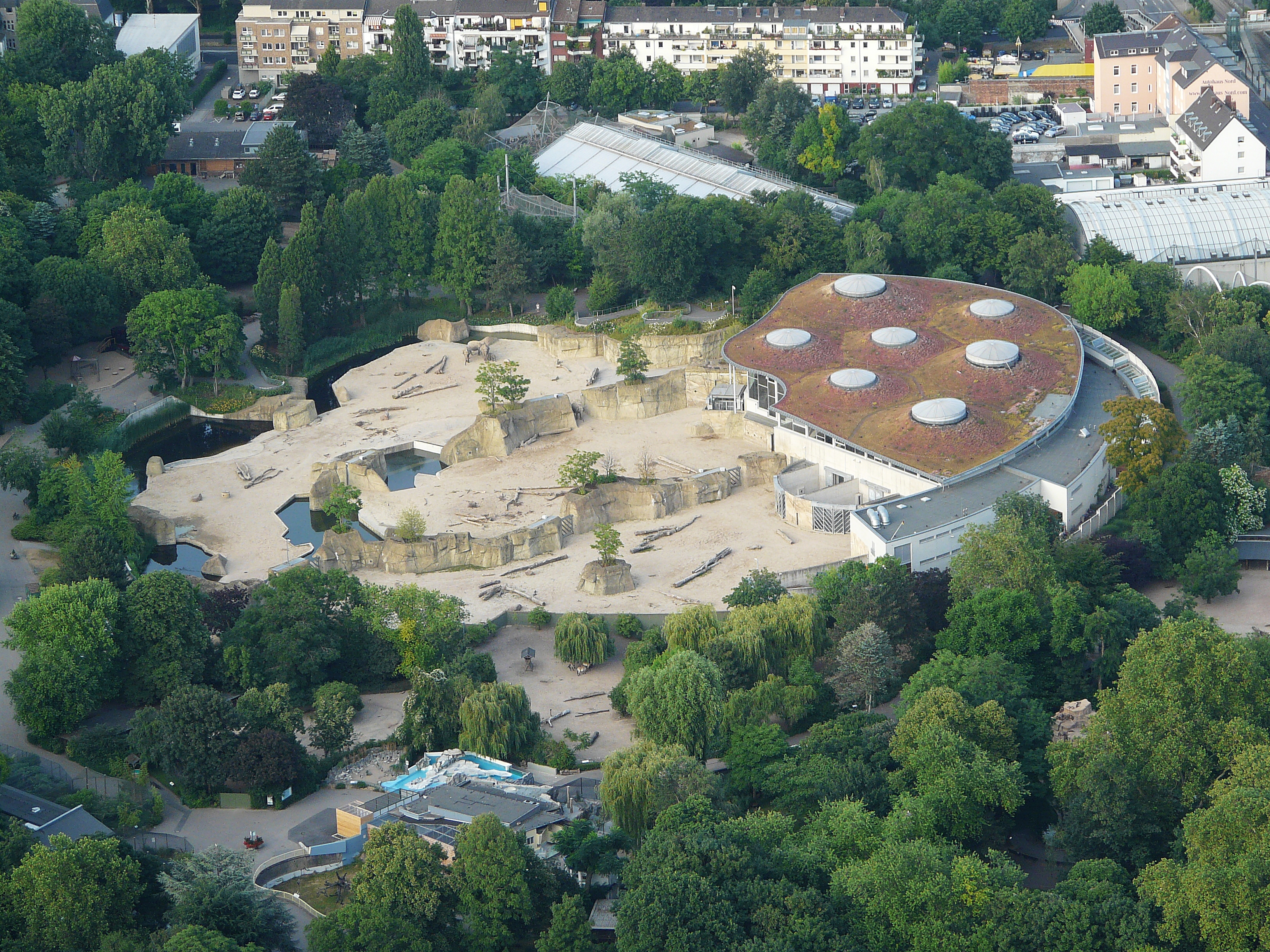
Elefantenpark (2004)
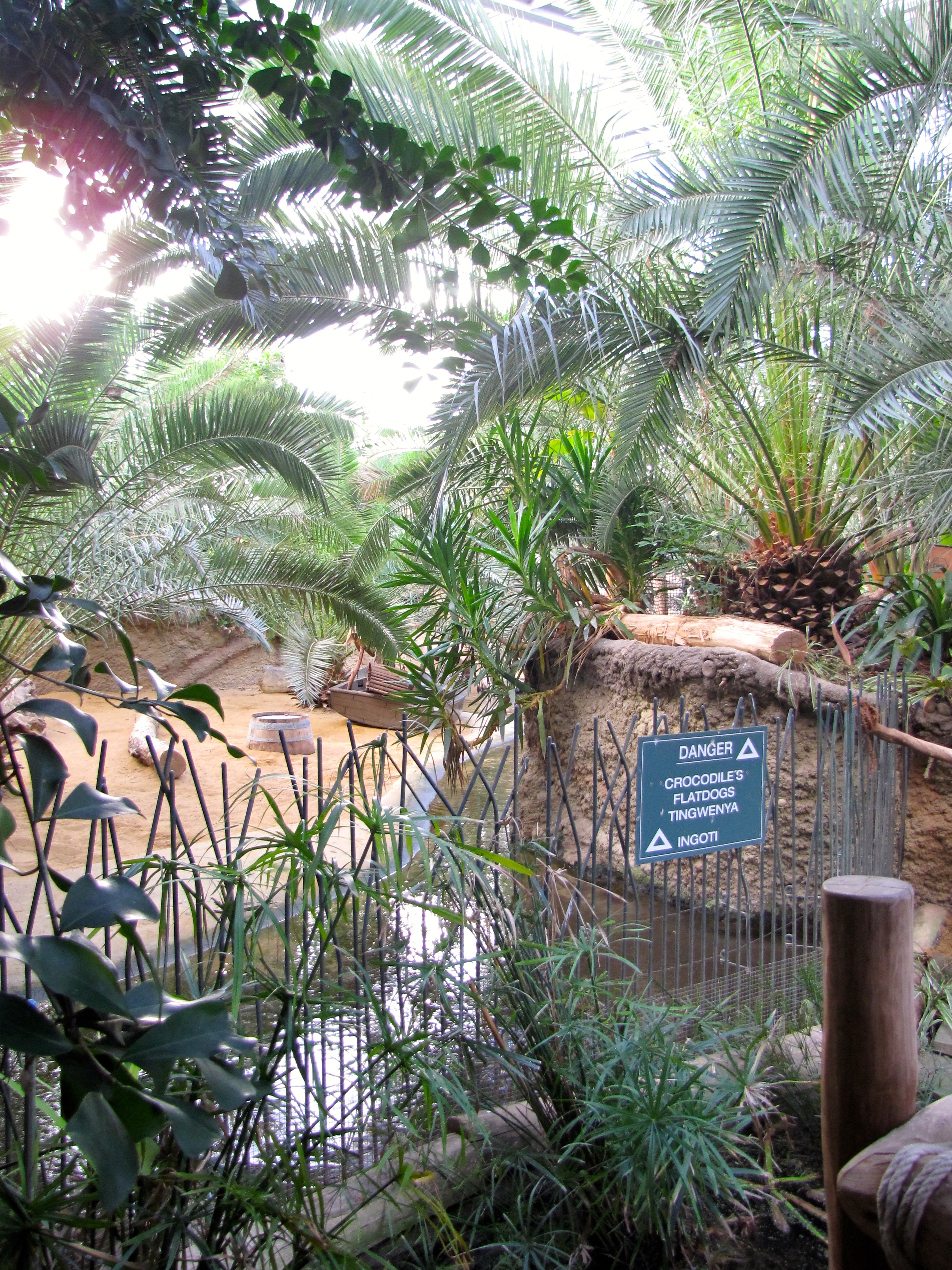
Hippodom (2010)

Zahlreiche weitere Gehege – wie beispielsweise die Gepardanlage (1987), die Leopardenanlage (1993/94) und das Eulenkloster (1997) – setzten diese Linie fort und demonstrierten das neue Selbstverständnis des Zoos als modernes Naturschutzzentrum. Seit Mitte der 1990er Jahre gilt Köln als gitterloser Zoo. Nach der Jahrtausendwende verwirklichten die Zoodirektoren drei große Gehege – das Tropenhaus Regenwald Südostasien (2000), den Elefantenpark (2004) und der Hippodom (2010), die Nachbildung einer afrikanischen Flusslandschaft – als Leuchtturmprojekte für ihr Verständnis progressiver Tiergärtnerei.

### 2012 bis heute
Um den Zoo noch stärker in eine lehrreiche Erlebniswelt zu verwandeln, stellte Zoodirektor Theo Pagel im Jahr 2012 einen neuen Masterplan für den Zoo vor.
Dieser Plan sieht eine tiefgreifende Umgestaltung des Tierparks vor, wobei die historischen Gehege und der alte Baumbestand auf dem Gelände erhalten werden sollen. Die Tiere sollen im Zoo nach tiergeographischen Zonen (Geozoo) gruppiert werden, und dabei die Kontinente Afrika, Südamerika, Asien, Europa und Arktis erlebbar machen. Innerhalb der Region Asien ist ein neues Drachenhaus als Treibhaus geplant, in dem unter anderem der Komodowaran und der Quittenwaran gezeigt werden sollen. Das historische Vogelhaus soll zum Südamerikahaus umgebaut werden und unter anderem Platz für den Brüllaffen und den Jaguar bieten.

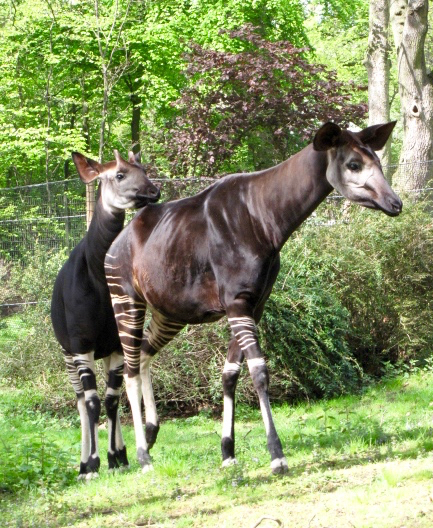
Aus dem Kongo: das Okapi

Mehrere Veränderungen sind für die afrikanische Tierwelt geplant: Die Besucher sollen die afrikanische Weite in einem zweigeteilten Savannen-Bereich durchstreifen können. Darin soll unter anderem das historische Antilopenhaus von 1863/74 zu einem modernen Gehege für Nashörner umgestaltet werden. Ein neu geplantes Kongohaus soll das Zentrum einer simulierten afrikanischen Waldlandschaft werden, zu der der hohe Baumbestand im zentralen Bereich des Zoos den Raum für Freigehege für Gorilla, Bonobo, Kongopfau und Okapi bieten wird. Für das Madagaskar-Haus ist ein Neubau geplant, der durch eine Lemuren-Insel ergänzt wird. Schließlich sieht der Plan vor, die bisher ungenutzte Wiese zwischen Frohngasse und Aquarium zu einer arktischen Landschaft umzugestalten.
Als erste Maßnahmen aus dem Masterplan wurde im Südamerikabereich die Hacienda eröffnet. 2014 wurde in der Europa-Zone der Clemenshof eröffnet. Diese Nachbildung eines bergischen Bauernhofs zeigt vom Aussterben bedrohte Nutztierrassen. Im Clemenshof entstand auch ein neues Haus für die Zooschule und den Zoo-Shop sowie eine Unterkunft für das Maskottchen des 1. FC Köln, Hennes VIII.
Der Kölner Zoo modernisierte weitere Bereiche, so die Anlage für Rote Pandas, Bantengs (auch Asiatische Wildrinder genannt) und Löwen. 2020 eröffnete die komplett modernisierte Anlage für Amurtiger. Sie ist nun u. a. mit für Besucher einsehbarer Höhle, einem Canyon, XXL-Panoramafenstern mit Auge-in-Auge-Perspektive auf die Tiger und einer Trainingswand für Beschäftigungsprogramme mit den Großkatzen ausgestattet. Die Modernisierung des Tigerbereichs erfolgte in Kooperation mit dem WWF Deutschland.
Zum Gedenken an den New Jerseyer Holocaustüberlebenden Arnulf Reichert, der in Köln die Judenverfolgung überlebte und aus Israel bereits 1954 eine Schildkröte vom Jordan dem Zoo überbracht hatte, vererbte seine Witwe ihren Nachlass, insgesamt 26 Millionen US-Dollar an eine Stiftung, die das Geld in Form von Dividenden ratenmäßig an den Zoo überweist. Arnulf Reichert, der in Hürth-Gleuel bei Köln aufwuchs, hatte sich zeitlebens mit seiner Frau für den Tierschutz ausgesprochen und sie beschlossen bereits vor seinem Tod 1998 gemeinsam die Spende an den Zoo der Stadt, in der sie zusammenkamen, als sich Reichert bei der Tante seiner späteren Frau versteckte.
Nach beiden ist das 2021 eröffnete „Arnulf-und-Elizabeth-Reichert-Haus“ (ehemals „Südamerikahaus“), eine über einen Besuchersteg begehbare Halle mit frei sich bewegenden Säugetieren, Vögeln und Fischen Mittel- und Südamerikas, benannt. Das aufwendig nach Denkmalschutzkriterien kernsanierte Gebäude ist einer der Mittelpunkte des Südamerikabereichs.
Im Jahr 2022 gab der Kölner Zoo bekannt, dass die letzten Bisons den Zoo verlassen haben. Das ehemalige Gehege wird nun von einem Nashornbullen bewohnt.

## Direktoren
- 1859–1869 Heinrich Bodinus
- 1870–1886 Nicolas Funck
- 1886–1888 Ludwig Heck
- 1888–1928 Ludwig Wunderlich
- 1929–1938 Friedrich Hauchecorne
- 1938–1951 Werner Zahn
- 1952–1975 Wilhelm Windecker
- 1975–1981 Ernst Kullmann
- 1981–2006 Gunther Nogge

Logo des Zoos bis 2007

- seit 2007 Theo Pagel und Christopher Landsberg

Seit Mitte 2007 hat der Kölner Zoo eine Doppelspitze. Theo Pagel, Zoodirektor und Vorstandsvorsitzender der Aktiengesellschaft Zoologischer Garten Köln, und Christopher Landsberg, Kaufmännischer Direktor und Vorstandsmitglied, leiten den Zoo gemeinsam.

## Wichtigste Anlagen

### Seelöwenfelsen

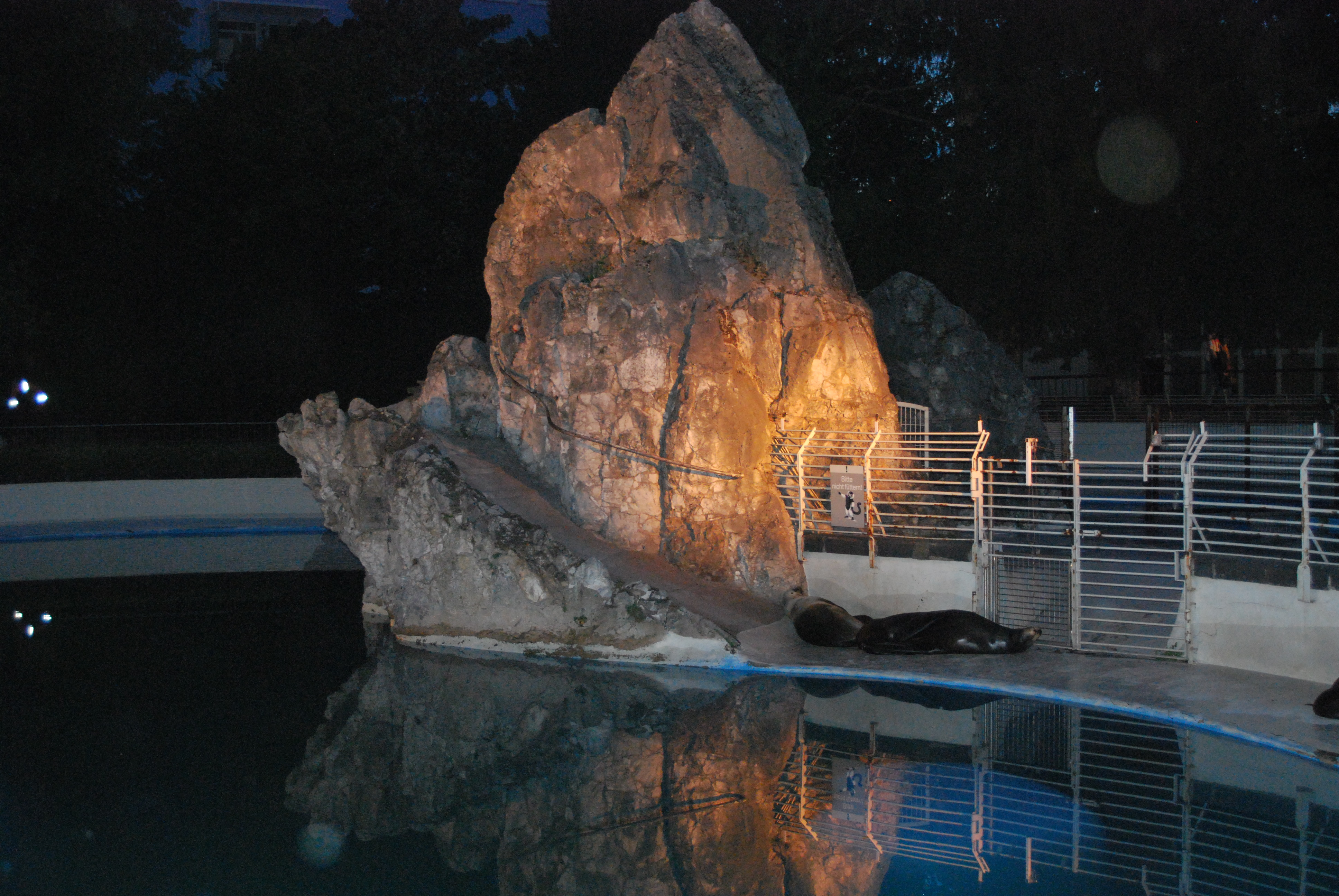
Historischer Seelöwenfelsen von 1887

Auf dem historischen Seelöwenfelsen von 1887, der in seinen Grundfesten bis heute erhalten geblieben ist, leben zurzeit fünf Kalifornische Seelöwen. Im Jahr 2010 wurde die Anlage umfassend renoviert.

### Historisches Vogelhaus

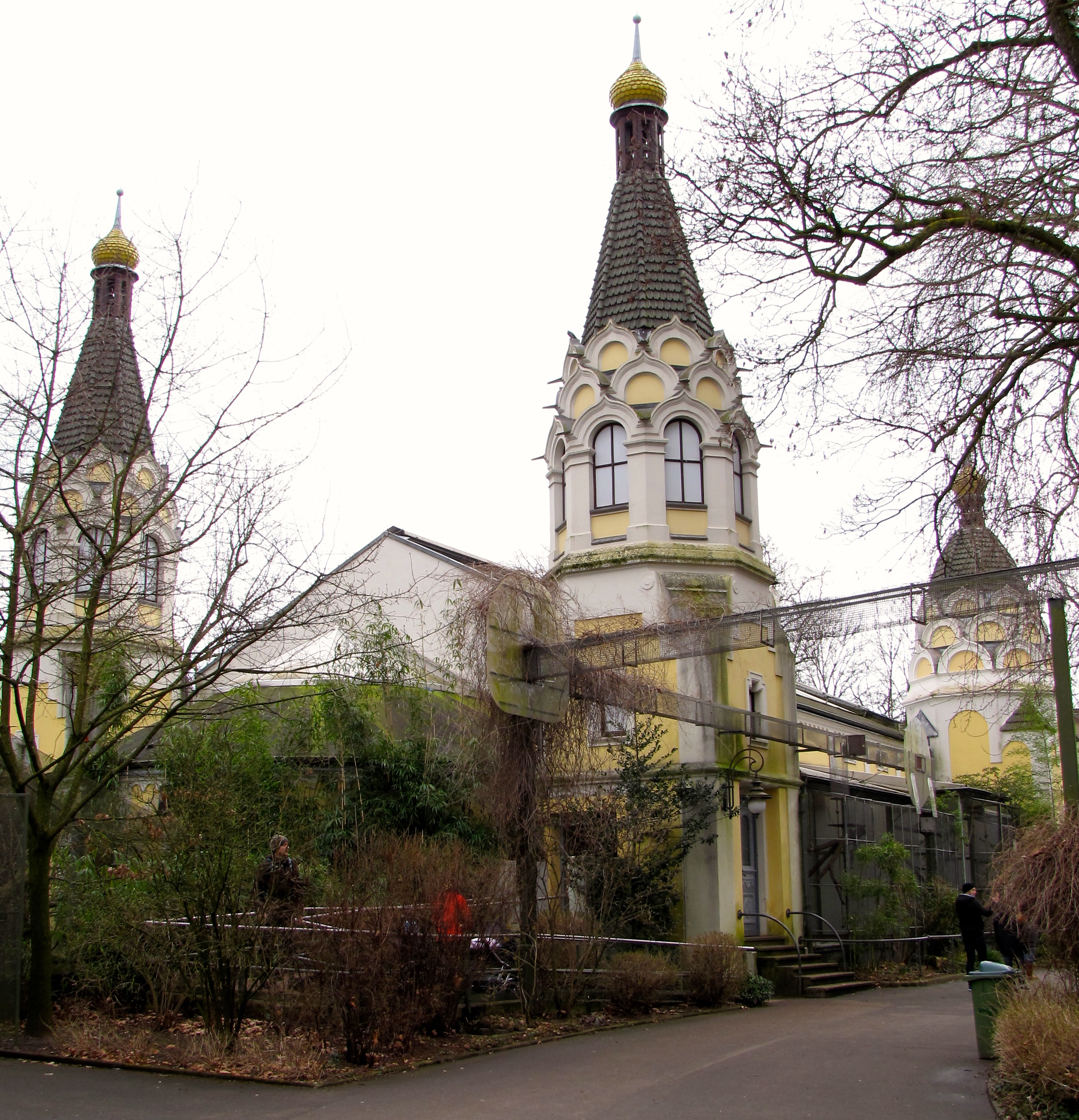
Das historische Vogelhaus

1899 wurde das neue Vogelhaus im Stil einer russisch-orthodoxen Kirche errichtet. Ein Jahr später zogen die ersten Affen ein, ein Orang-Utan-Paar. 1903 wurden im Innern des Gebäudes die ersten Aquarien und Terrarien aufgestellt. Es wurde im Zweiten Weltkrieg schwer beschädigt und 1952 wiedereröffnet. Als der Zoo Ende der 1950er Jahre Schimpansen und weitere Orang-Utans erhielt, wurden die Vogelvolieren für die Haltung der Menschenaffen umgebaut. 1962 kam das erste Schimpansenjungtier zur Welt und am 29. Januar 1971 der erste Orang-Utan, Lotti. Sie starb am 30. Mai 2010, hat ihr ganzes Leben im Kölner Zoo verbracht und hier drei Jungtiere geboren und aufgezogen.
Nachdem die Menschenaffen 1985 in das neue Urwaldhaus umgezogen waren, wurde das Vogelhaus zum Südamerikahaus. Der Innenraum wurde als tropischer Regenwald gestaltet, der Weg führte über einen weichen Boden aus aufgeschüttetem Mulch, und über den Köpfen der Besucher rannten kleine Affen in Laufgängen, die die Gehege auf beiden Seiten des Hauses miteinander verbanden. Es wurden das Goldgelbe Löwenäffchen, der Rote Brüllaffe, der Gelbbrust-Kapuziner und Rotbauchtamarine gehalten. Vom zahlreichen Nachwuchs konnten fünf Krallenaffen in Brasilien wieder ausgewildert werden.
2008 zogen die Bewohner in ein neuerrichtetes Glashaus. Bei den Sanierungsarbeiten wurden stärkere Schäden als vermutet festgestellt. Wegen Geldmangels dauerten die Umbaumaßnahmen länger und nur das Außengehege konnte noch genutzt werden. Im Oktober 2021 wurde das denkmalgerecht sanierte Gebäude wiedereröffnet, nachdem neben der Stadt Köln weitere Fördermittel seitens der NRW-Stiftung, der Deutschen Stiftung Denkmalschutz und des Zoo-Förderverein geflossen waren. Das „Südamerikahaus“ bzw. „Arnulf-und-Elizabeth-Reichert-Haus“ nach einem Stifterpaar in den USA wurde vollständig kernsaniert. Zwischendecken wurden entfernt, und großes Mittelschiff mit Apsis wird ergänzt von Seitenschiffen mit Rückzugsmöglichkeiten für die Tiere.

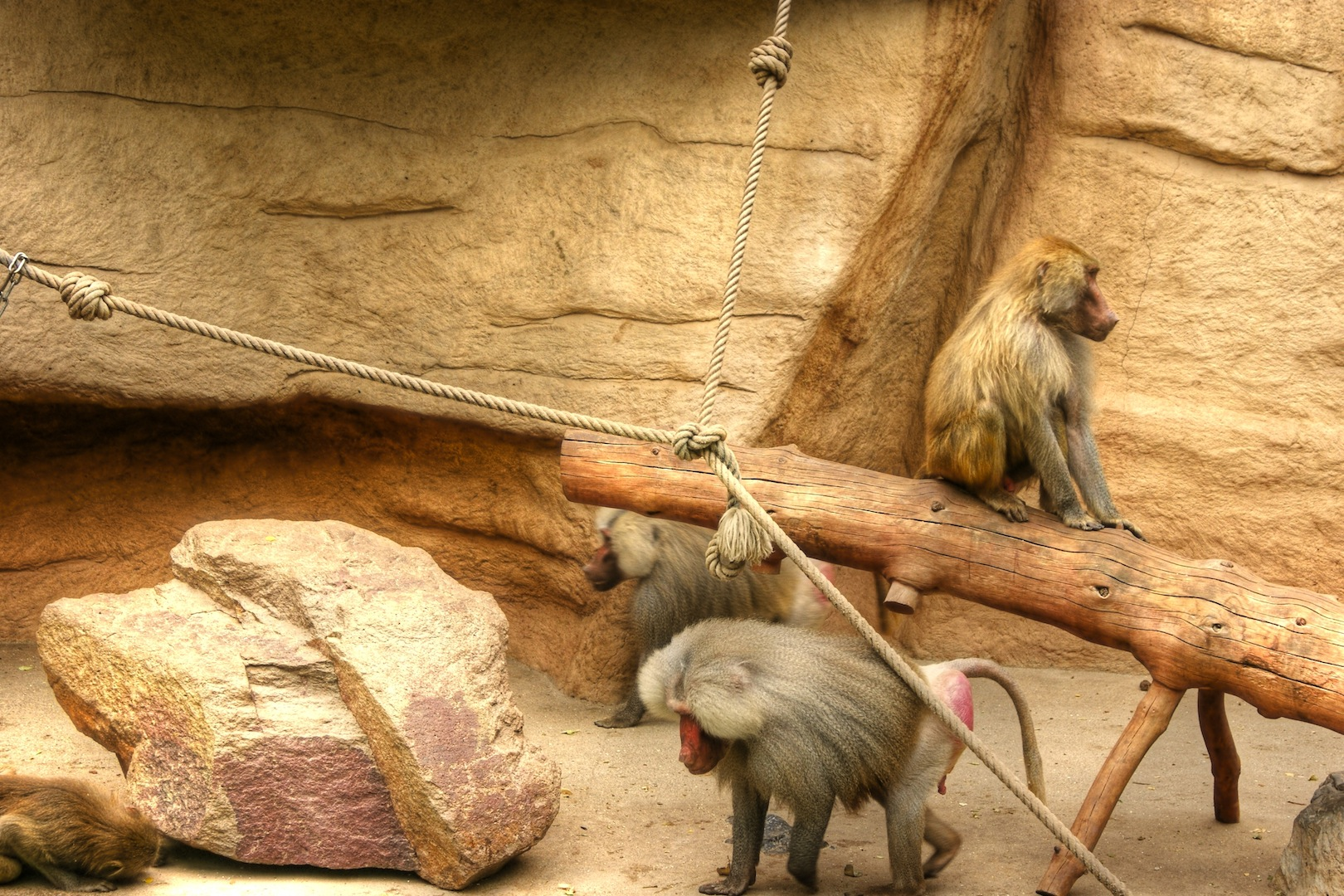
Paviane auf dem Affenfelsen

### Affenfelsen
Zu den ältesten Einrichtungen des Kölner Zoos zählt der Affenfelsen, auf dem eine große Anzahl von Mantelpavianen in mehreren kleineren Haremstrupps lebt. Er wurde im Jahr 1914 errichtet und griff die damals neuen Ideen Carl Hagenbecks zur Tierhaltung auf: Ein Wassergraben umgibt ringsum den Affenfelsen, die Besucher haben eine barrierefreie Sicht auf die Tiere.
Da Mantelpaviane ein vielschichtiges Sozialsystem haben, das sich aus kleinen Familiengruppen, den sogenannten Harems, Clans oder Banden zusammensetzt, ist es aus tierpflegerischer Sicht auch in Zoologischen Gärten sinnvoll, viele Individuen zu halten, so dass die Tiere ihr normales Sozialverhalten ausleben können. Die Anzahl der Mantelpaviane wird im Kölner Zoo seit über zehn Jahren mit Hilfe einer Geburtenkontrollmaßnahme erfolgreich reguliert, so dass der Tierbestand mit geringen Abweichungen immer etwa gleich hoch ist und nicht weiter steigt.
Die tägliche Fütterung der Mantelpaviane ist bei den Zoobesuchern sehr beliebt. In den Sommermonaten steigt ein Tierpfleger in den Wassergraben und wirft von dort aus den Affen Äpfel, Sellerie, hartgekochte Eier, Karotten, Lauch und ähnliches zu. Die Tiere zeigen dabei einen großen Teil ihres Verhaltensrepertoires. Dazu gehören vor allem Auseinandersetzungen unter den weiblichen Tieren benachbarter Haremsgruppen, da für diese, wie für alle Säugetierweibchen, die Nahrung eine Schlüsselressource darstellt. Die Haremsführer reagieren auf die Auseinandersetzungen „ihrer“ Weibchen, indem sie versuchen, die Weibchen wegzuführen und so den Frieden wiederherzustellen. Häufig geraten die Männchen dabei ebenfalls aneinander und zeigen durch Drohgebärden wie Backenpumpen oder Drohgähnen und Scheinangriffe ihre Wehrhaftigkeit.
Mantelpaviane gehören zu den weniger stark gefährdeten Tierarten, weshalb keine Notwendigkeit besteht, diese Tierart aus Gründen der Erhaltungszucht im Zoo zu pflegen. Mantelpaviane zählen jedoch zu den Tierarten, die für die Zoobesucher wegen ihres lebhaften Verhaltens attraktiv sind, und so ist der Affenfelsen einer der Hauptanziehungspunkte des Zoos.
In den letzten Jahren kam es des Öfteren zu Fluchtversuchen der Paviane, die, von Natur aus wasserscheu, beim Fischen nach in den Wassergraben gefallenen Futterstückchen, ihre Scheu vor dem Wasser teilweise verloren haben. Dies wurde durch über den Wassergraben gespannte Drähte unterbunden.

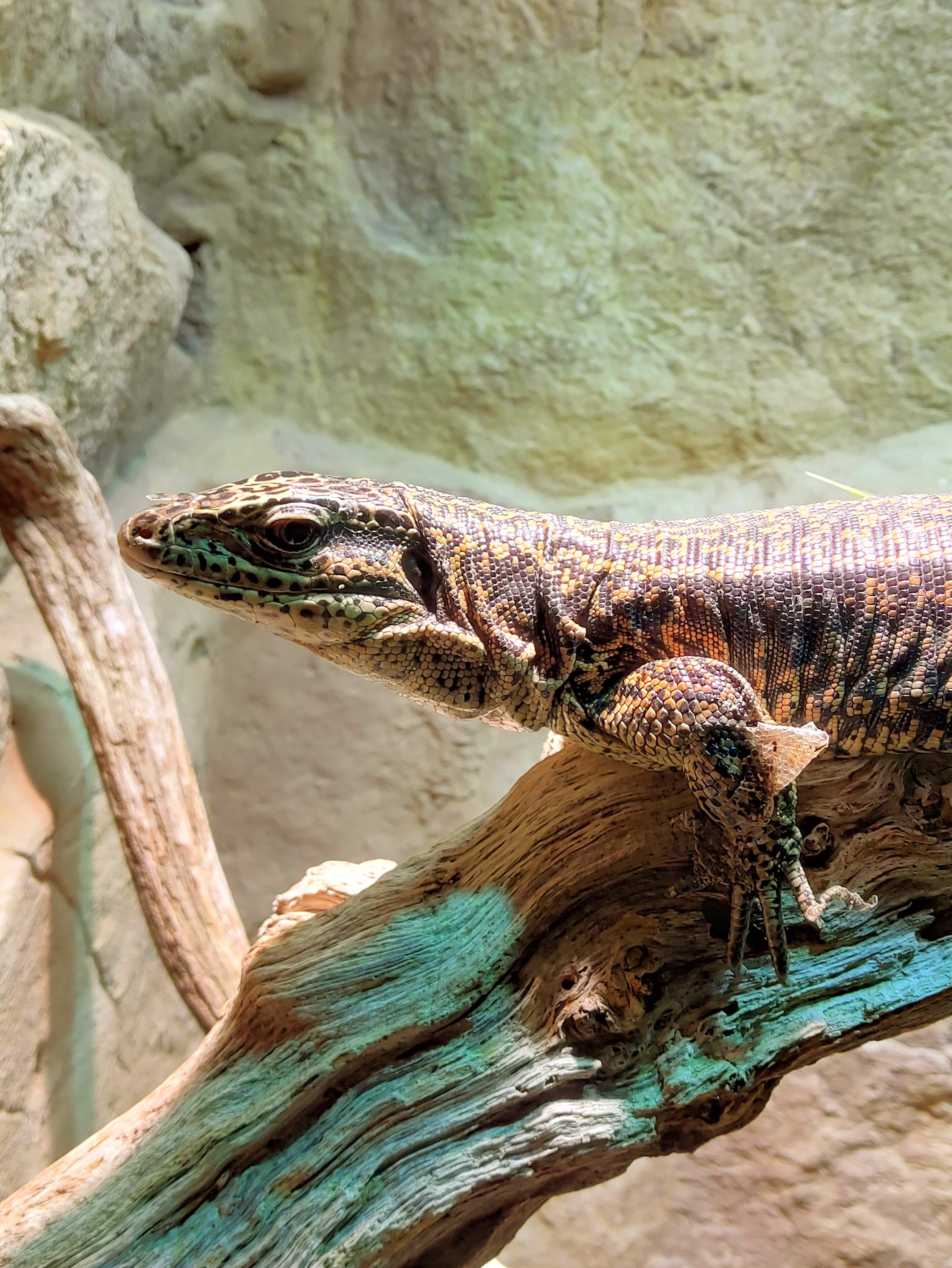
Kryptischer Goldteju im Terrarien-Bereich, 2023

### Aquarium

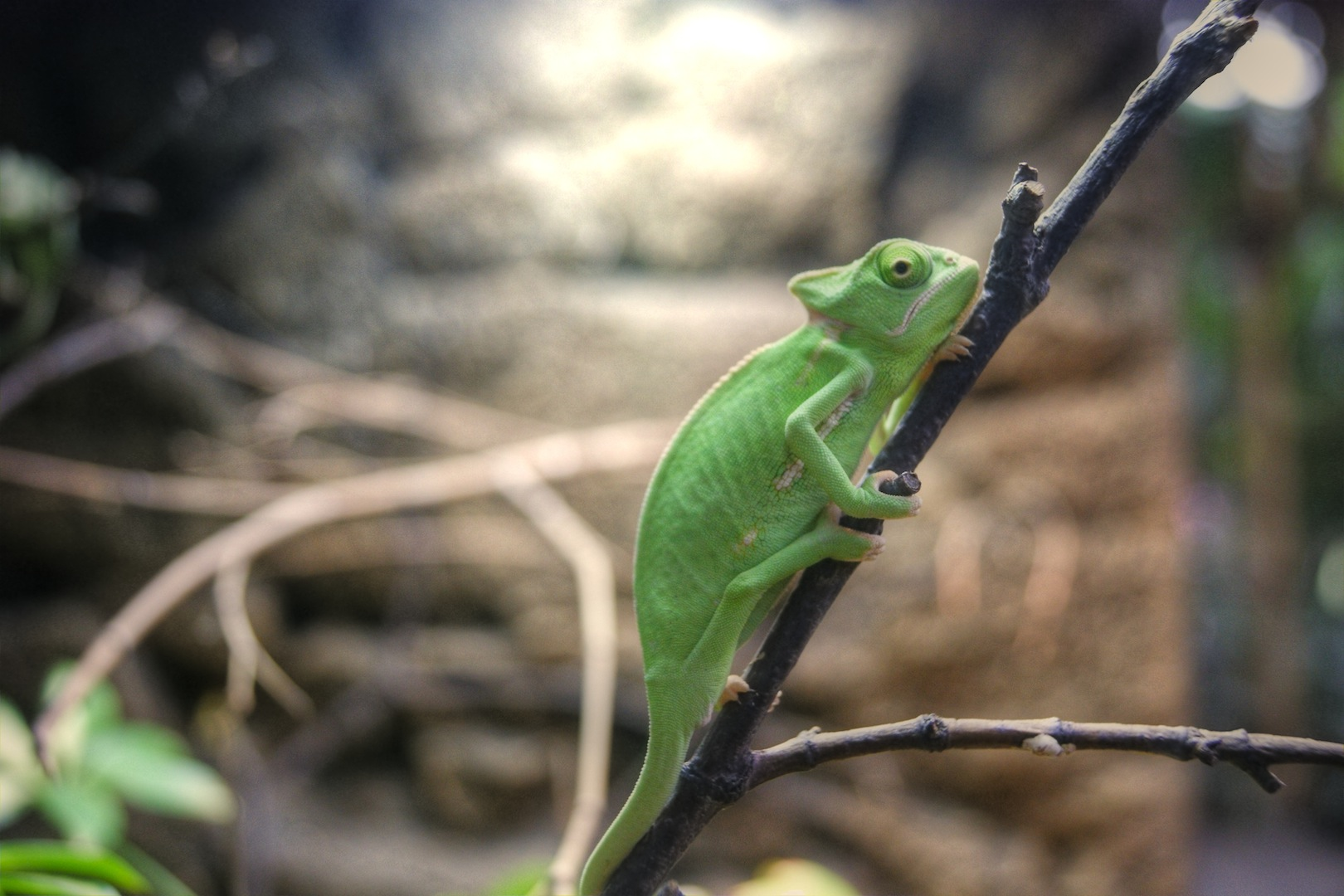
Chamäleon im Aquarium-Bau

Das große Aquarium wurde 1971 außerhalb des eigentlichen Zoogeländes errichtet. Neben Fischen werden hier Echsen, Philippinen-Krokodile und Schlangen gehalten. Auch ein Insektarium zählt zu den Einrichtungen des Aquariums. Der Kölner Zoo ist der einzige Zoo weltweit, der erwiesenermaßen Kryptische Goldtejus hält. 2019 kam erstmals Nachwuchs zur Welt.
Fische werden in einer Reihe kleiner Becken gezeigt. Zu den Besonderheiten zählt ein großes Riffaquarium, das das Leben an einem Korallenriff zeigt und wo zahlreiche Doktor- und Kaninchenfische gepflegt werden. Im großen Tanganjikabecken werden die typischen Buntbarsche gezeigt, die in diesem großen Süßwassersee vorkommen. Zu den Besonderheiten zählt auch das sogenannte „Rheinpanorama“, in dem die Fischarten gezeigt werden, die in den unterschiedlichen Flussabschnitten des Rheins zu Hause sind.

### Urwaldhaus
Menschenaffen gehören seit Gründung zu den gerne gezeigten Tieren im Kölner Zoo. Bis 1970 lebten die Tiere – darunter auch der zu Berühmtheit gelangte Schimpanse Petermann – im alten, nach dem Krieg notdürftig wieder hergerichteten Affenhaus, anschließend im umgebauten Vogelhaus. Erst in den 1980er Jahren konnte der Zoo unter der umtriebigen Leitung des Zoodirektors Gunther Nogge die finanziellen Mittel von damals 6,5 Millionen DM aufbringen, um ein auch für die Zooarchitektur wegweisendes neues Menschenaffenhaus zu errichten.

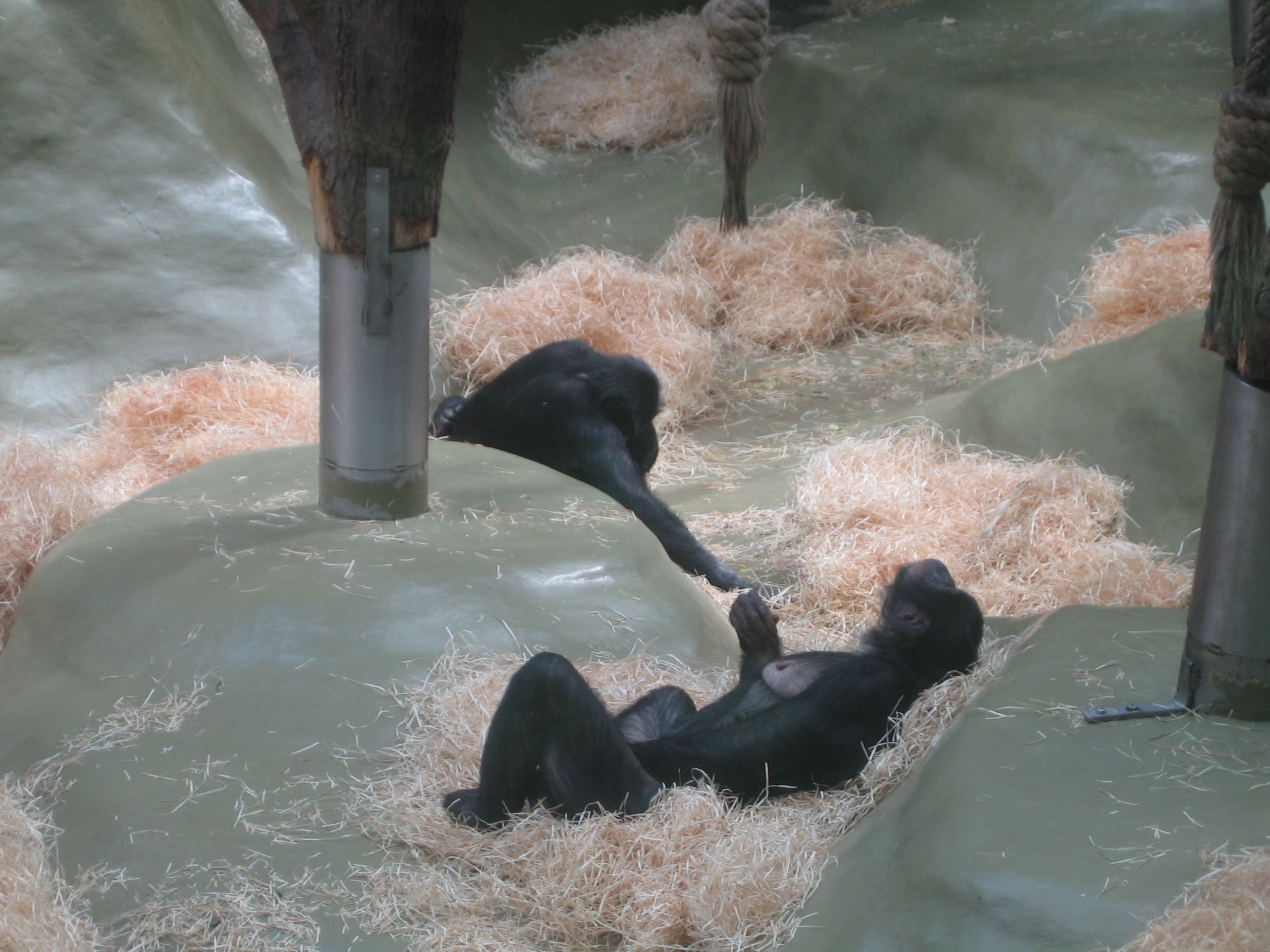
Bonobos
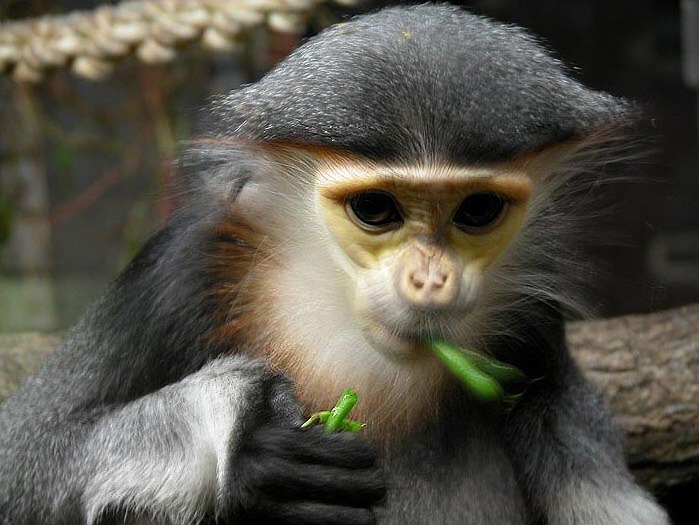
Rotschenkel-Kleideraffe
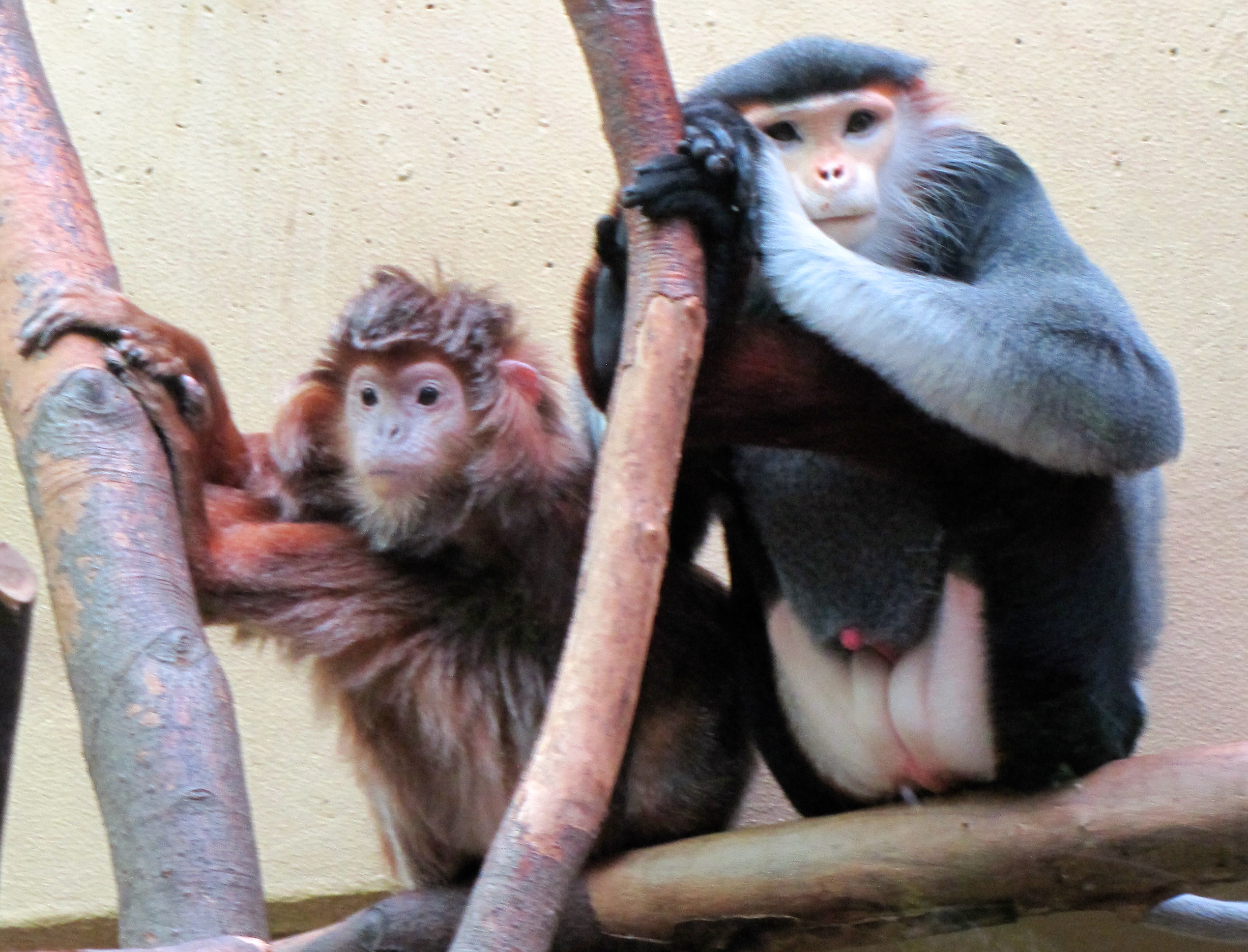
Rotschenkel-Kleideraffe und Schwarzer Haubenlangur

Das 1985 eröffnete Urwaldhaus war eines der ersten Immersionsgehege in Europa. In einem 11 Meter hohen Gewächshaus mit einer Fläche von 2.200 Quadratmetern wurde eine dschungelähnliche Lebenswelt geschaffen, durch die sich ein rund 170 Meter langer Besucherweg schlängelt. Damit betritt der Mensch scheinbar als Fremder die naturnah modellierten Urwälder der Menschenaffen. Der Boden ist in unterschiedlichen Ebenen mit einem Höhenunterschied von bis zu 1,30 Meter modelliert, um den Affen Verbindungswege, Freiflächen und Rundläufe zu bieten und den Alphatieren zu ermöglichen, sich auf erhabenen Plattformen zu präsentieren. Von den Deckengittern hängen dicke Seile zum Hangeln, Schwingen und Klettern. Zudem können die Affen über Käfiggänge die naturnah begrünten Außenanlage erreichen.
Im Urwaldhaus leben (teils in Zuchtgruppen): Bonobos, Westliche Flachlandgorillas, Borneo-Orang-Utans, Rotschenkel-Kleideraffen, Bartaffen, Mantelaffen und Zwergseidenäffchen, die mit 14 Zentimeter Größe kleinsten bekannten Primaten der Welt.

### „Eulenkloster“

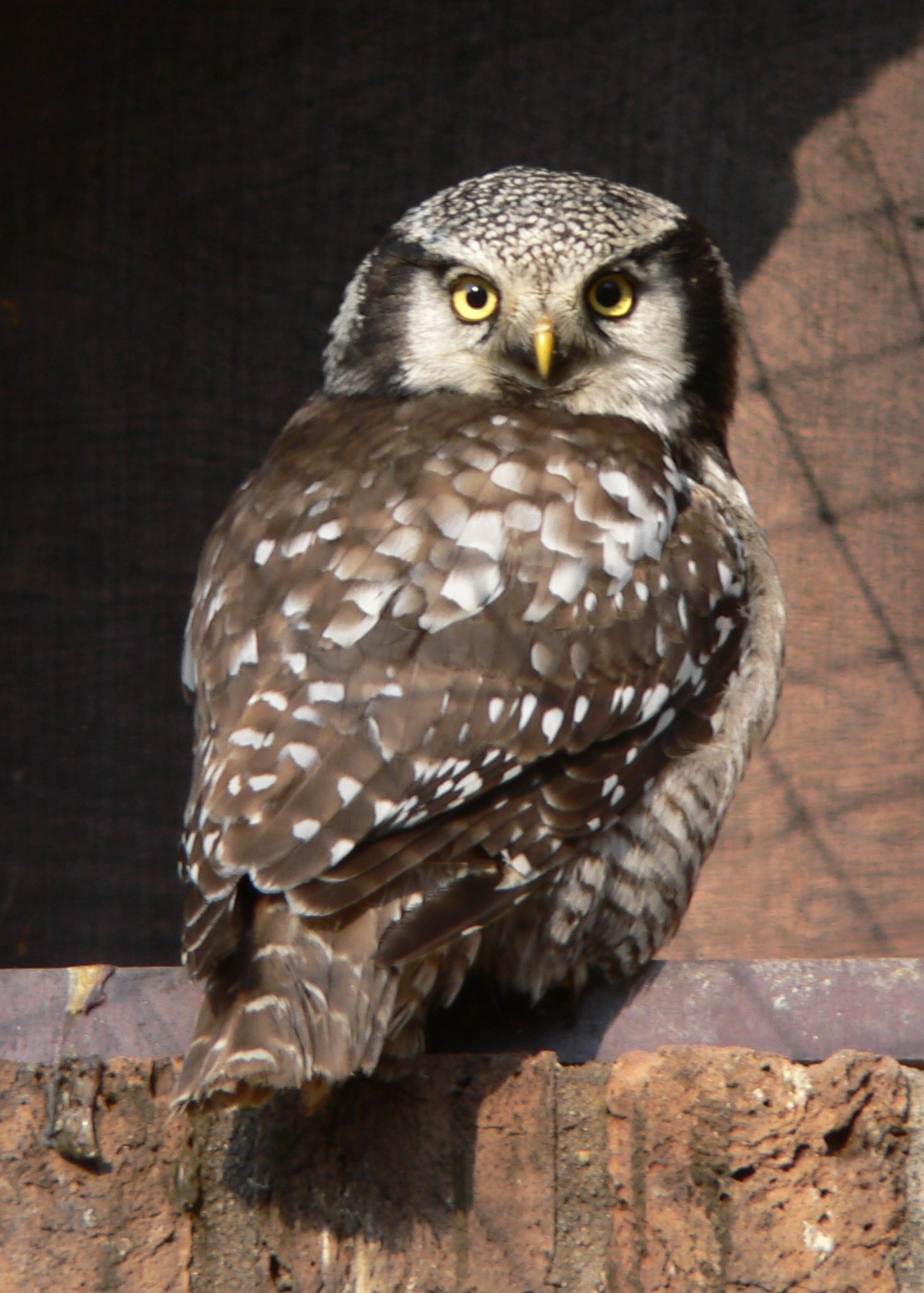
Sperbereule im „Eulenkloster“

Etwas versteckt liegt das im Mai 1997 eingeweihte „Eulenkloster“ – eine Mischung aus Freifluganlage und einzelnen Gehegen, in denen Bartkäuze, Sperbereulen, Waldohreulen, Sperlingskäuze, Schleiereulen sowie Auerhähne, Schwarzstörche, Turmfalken und Waldrappen leben.
Die Tiere werden nach Möglichkeit vergesellschaftet – so teilen sich die Sperbereulen mit den Bartkäuzen und Auerhähnen ein Gehege. In der Freifluganlage leben neben Turmfalken, Waldrappen und Schwarzstörchen auch die Schleier- und die Waldohreulen. Zu Beginn des Jahres 2005 zeigten sowohl die Schwarzstörche als auch die Sperbereulen Balzverhalten und Brutvorbereitungen. Aus diesem Grund wurden die Bartkäuze und die Turmfalken hinter den Kulissen gepflegt, um die zur Brut schreitenden Tiere weitgehend ungestört zu lassen.
Im angebotenen Brutkasten für die Sperbereulen wurde außerdem eine Kamera installiert, so dass Besucher hier die Brut und später die Aufzucht der Nestlinge beobachten können. Jetzt schon gut zu beobachten ist das Balzverhalten der Vögel, das mit einer Fülle unterschiedlichster Lautäußerungen einhergeht. Das Nest der Schwarzstörche ist für Besucher dagegen verhältnismäßig gut einsehbar.
Das Eulenkloster entspricht insbesondere mit der Freiflughalle modernen tierpflegerischen Erfordernissen. Die Tiere werden nicht präsentiert, sondern leben in einer ihrer natürlichen Umwelt entsprechenden Umgebung. Für Besucher macht dies das Entdecken der Tiere mitunter schwer – insbesondere an Tagen mit hohem Besucheraufkommen verharren die Eulen unauffällig an ihren Ruheplätzen und werden von den Besuchern leicht übersehen.

### Regenwaldhaus
Auf dem letzten ungenutzten Gelände des Zoos entstand der Regenwald, ein den Urwäldern Südostasiens gewidmetes Tropen- und Vogelhaus. Neben den dort seit Frühjahr 2000 zu sehenden Tieren und Pflanzen beherbergt es auch eine Ausstellungshalle sowie einen Veranstaltungsraum. Das Bauwerk wurde zum größten Teil aus Spendengeldern finanziert, so wie alle derzeitigen Erweiterungen und Bauvorhaben, die nicht nur der reinen Instandhaltung dienen, aus Spenden und mit der Hilfe von Sponsoren finanziert werden müssen.

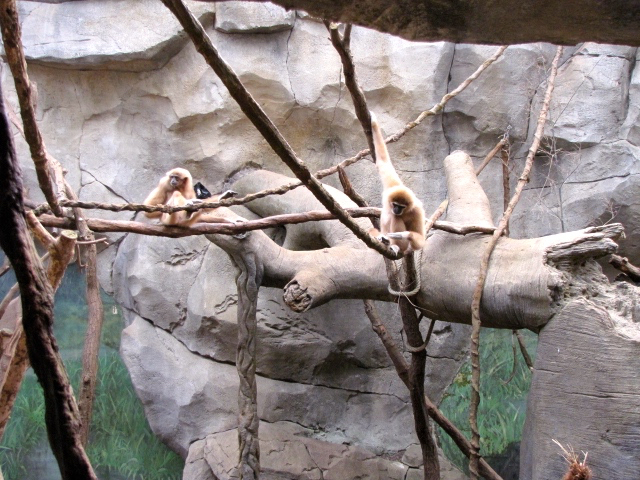
Weißhandgibbon
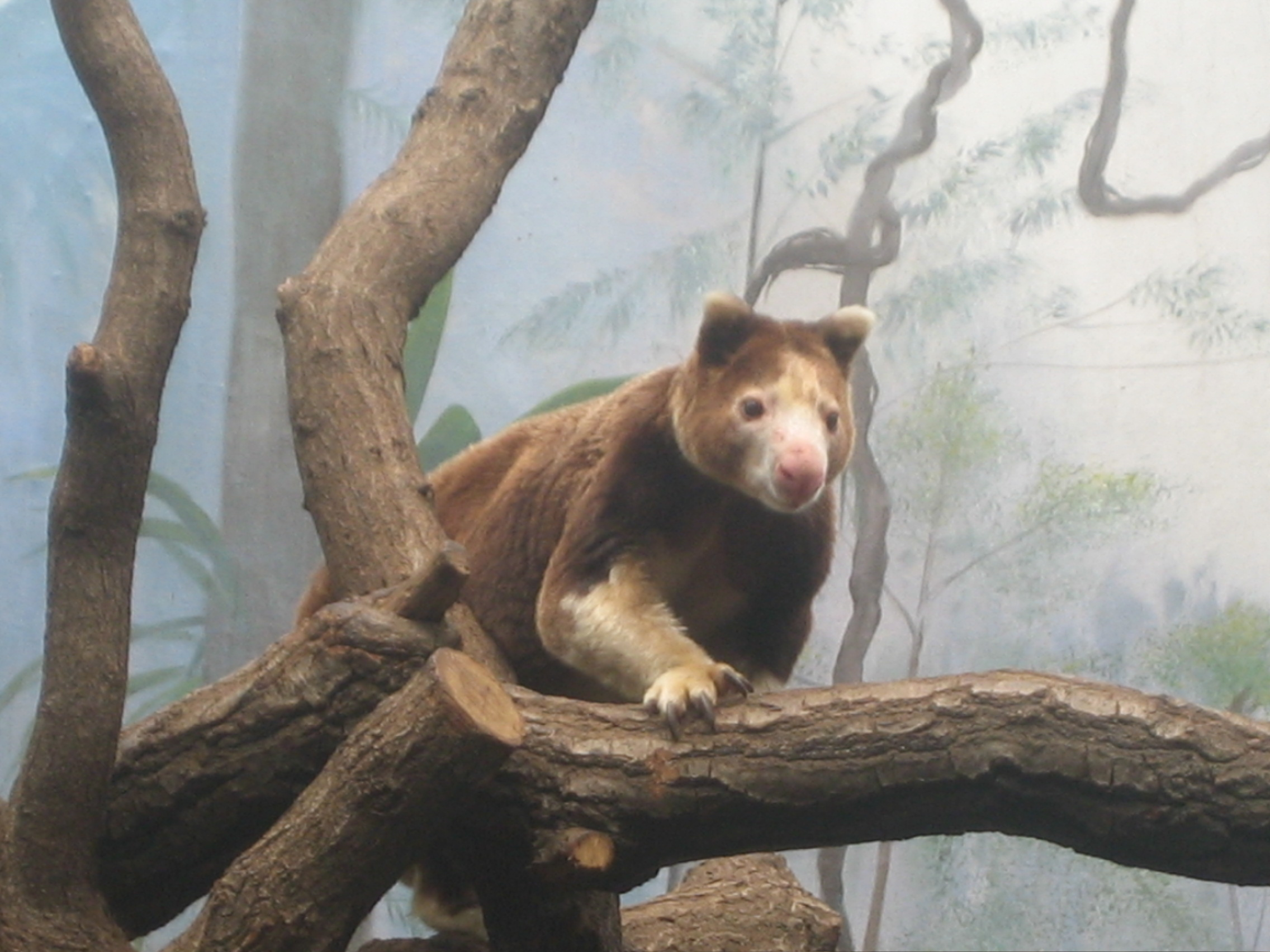
Matschie-Baumkänguru
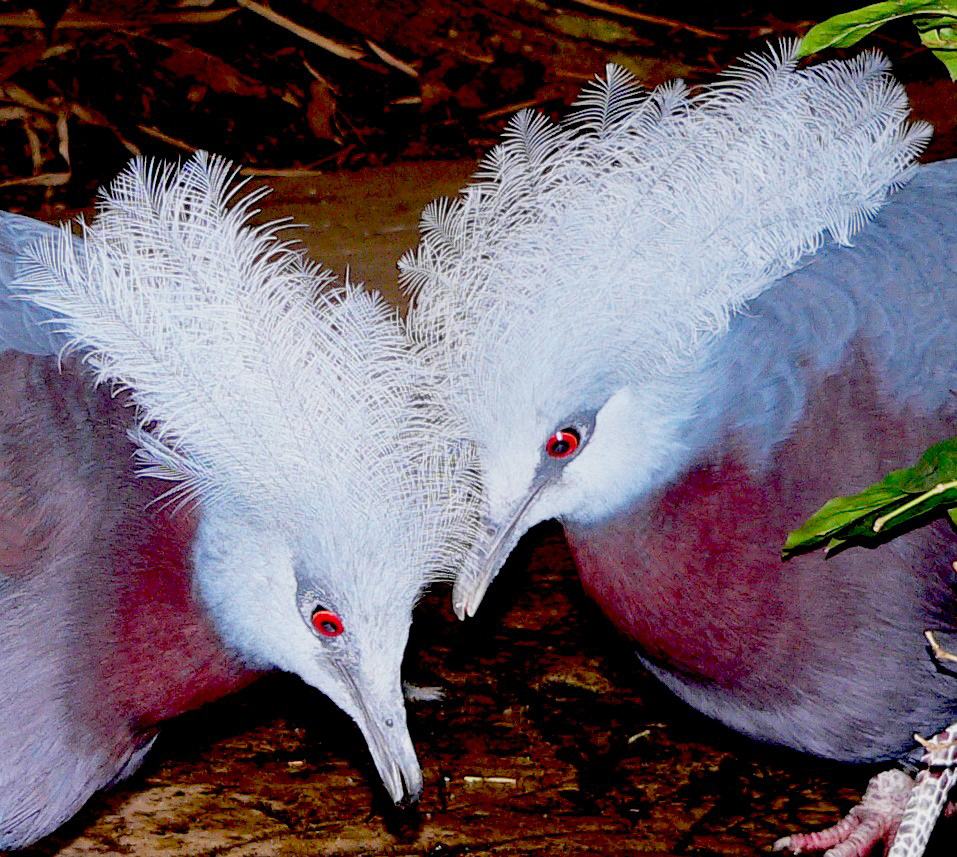
Rotbrust-Krontaube
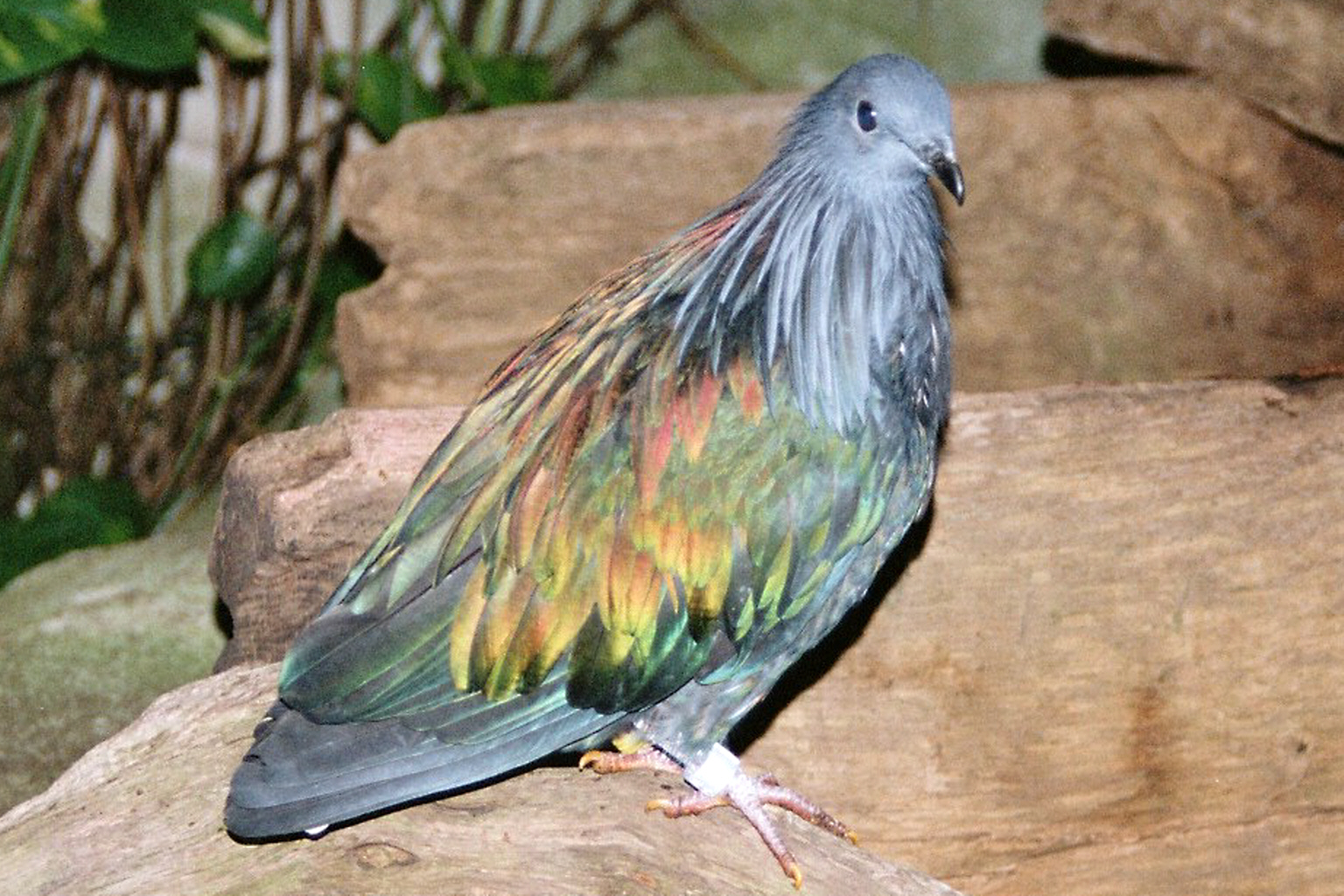
Kragentaube
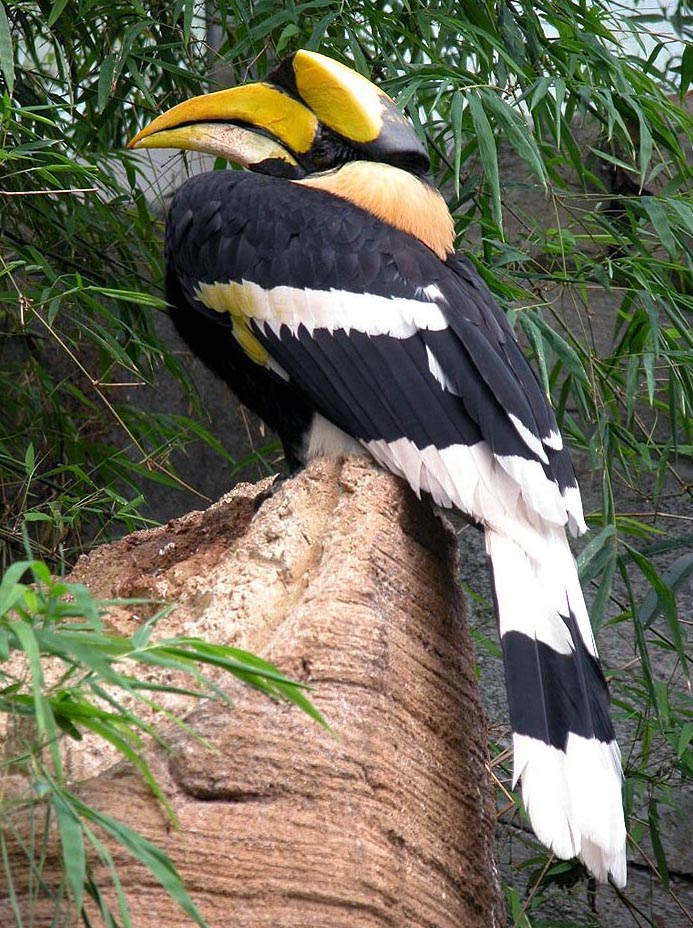
Ehemals gehaltener Doppelhornvogel

Das Regenwaldhaus besteht aus einer großen Freiflughalle sowie einzelnen, auf einer Galerie befindlichen Gehegen. Es enthält diverse Vogelarten, darunter z. B. Palmkakadus, Papualoris, Fratzenkuckucke, Renauldkuckucke, Blauohr-Honigfresser, Rotohrbülbüls, Balistare, Elfenblauvogel, Helmhornvögel, Langschwanz-Fruchttauben, Palawan-Pfaufasanen, Ährenträgerpfauen, Zwergpfeifgänse und verschiedene Reptilien wie Grüne Wasseragamen, Philippinische Segelechsen und Netzpythons. Die hier gehaltenen flugfähigen Vögel halten sich überwiegend im oberen Bereich der Halle auf. Die am Boden lebenden Vögel können in den Besucherbereich gelangen, ebenso wie die Maronenbrust-Krontauben, die feste Aufenthaltsreviere haben und erfolgreich Nachwuchs aufgezogen haben. Weitere Tiere im Tropenwaldhaus sind die Zwergotter, die ebenfalls mehrfach Nachwuchs hatten, Matschie-Baumkängurus, Riesenborkenratten, sowie die Weißhandgibbons.

### Elefantenpark

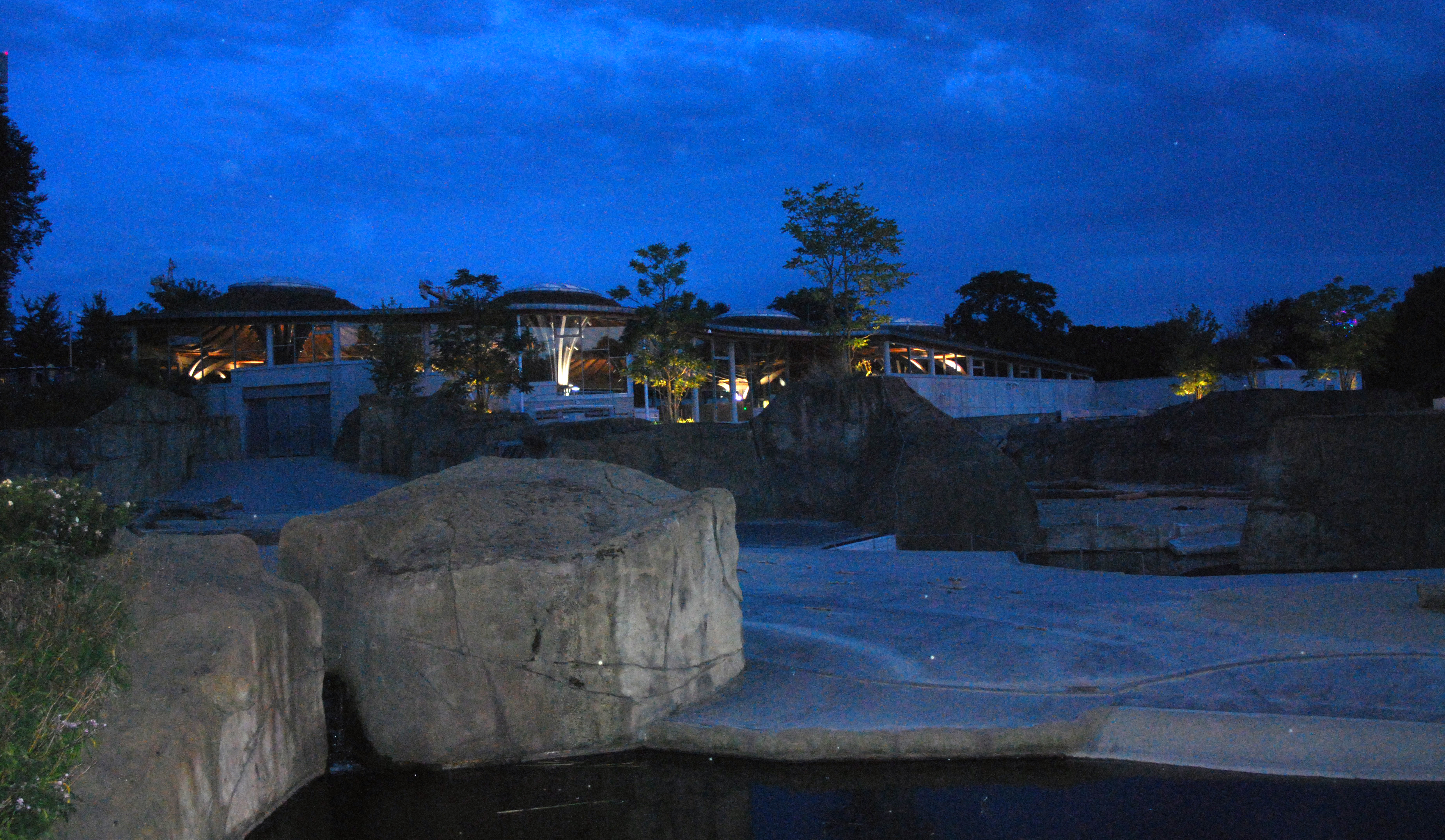
Das 2004 erbaute neue Elefantenhaus

Als Ersatz für das unter Denkmalschutz stehende Elefantenhaus wurde am 19. September 2004 der „Elefantenpark Köln“  eingeweiht. Auf der Fläche des ehemaligen großen Weihers im Zentrum des Zoos entstand ein etwa 2 Hektar großes Gehege für Asiatische Elefanten. Die in der Zooarchitektur bedeutende Anlage berücksichtigt die neuesten Erkenntnisse der Elefantenhaltung und wurde so errichtet, dass auch eine Bullenhaltung möglich ist.
Der Bau hat insgesamt rund 15 Millionen Euro gekostet. Verbaut wurden dabei in zwei Jahren mehr als 7000 m³ Beton und 1000 Tonnen Stahl. Gestaltet wurde der Park vom Architekturbüro Oxen+Römer aus Hürth. Im Innengehege wurde ein vorhandener Trümmerberg mit in die Planung einbezogen, so dass es sich teilweise in Hanglage befindet. Überspannt wird es von einem rund 3000 m² großen begrünten Holzdach. Durch Öffnungen in der Decke und in den Wänden gelangt Tageslicht in den Innenbereich. Dieser Teil besitzt zum Wohl der Elefanten eine Bodenheizung. Im Außenbereich werden die Besucher durch Wasserbecken und künstliche Felsen von den Tieren getrennt. Um die Gelenke der Elefanten zu schonen, wurde trittdämpfender Sand aus der Sahara importiert.
Im Verbindungsbereich zwischen den beiden Gehegen befindet sich ein sogenannter Crush Cage. Hierbei handelt es sich um eine Box, deren Seitenwände zusammengefahren werden können, um bei medizinischen Eingriffen, die nicht in Narkose stattfinden, eine einfachere Handhabung des Tieres zu ermöglichen und den Tierpflegern größere Sicherheit zu bieten. Außerdem ist diese Box mit einer Waage versehen.
Am 2. Mai 2012 starb die im September 2006 aus Thailand importierte asiatische Elefantenkuh Chumpol nach einer Auseinandersetzung mit anderen Herdenmitgliedern, bei der sie schwer verletzt worden war.
In dem neuen Gehege haben zehn bis 15 Elefantenkühe und ihre Jungtiere Platz, die adulten Bullen werden separat gehalten.

### Hippodom
Der Hippodom ist das dritte Großprojekt im Kölner Zoo, das im Zeichen des neuen Erlebnis- und Artenschutzkonzepts steht. Er wurde im April 2010 eröffnet und ist eine begehbare Nachbildung einer afrikanischen Flusslandschaft in einem 3 500 m² großen Gebäude. Glasscheiben ermöglichen Unterwasser-Einblicke. Einblicke in die Anlagen sind aber auch von oben und der Seite möglich.

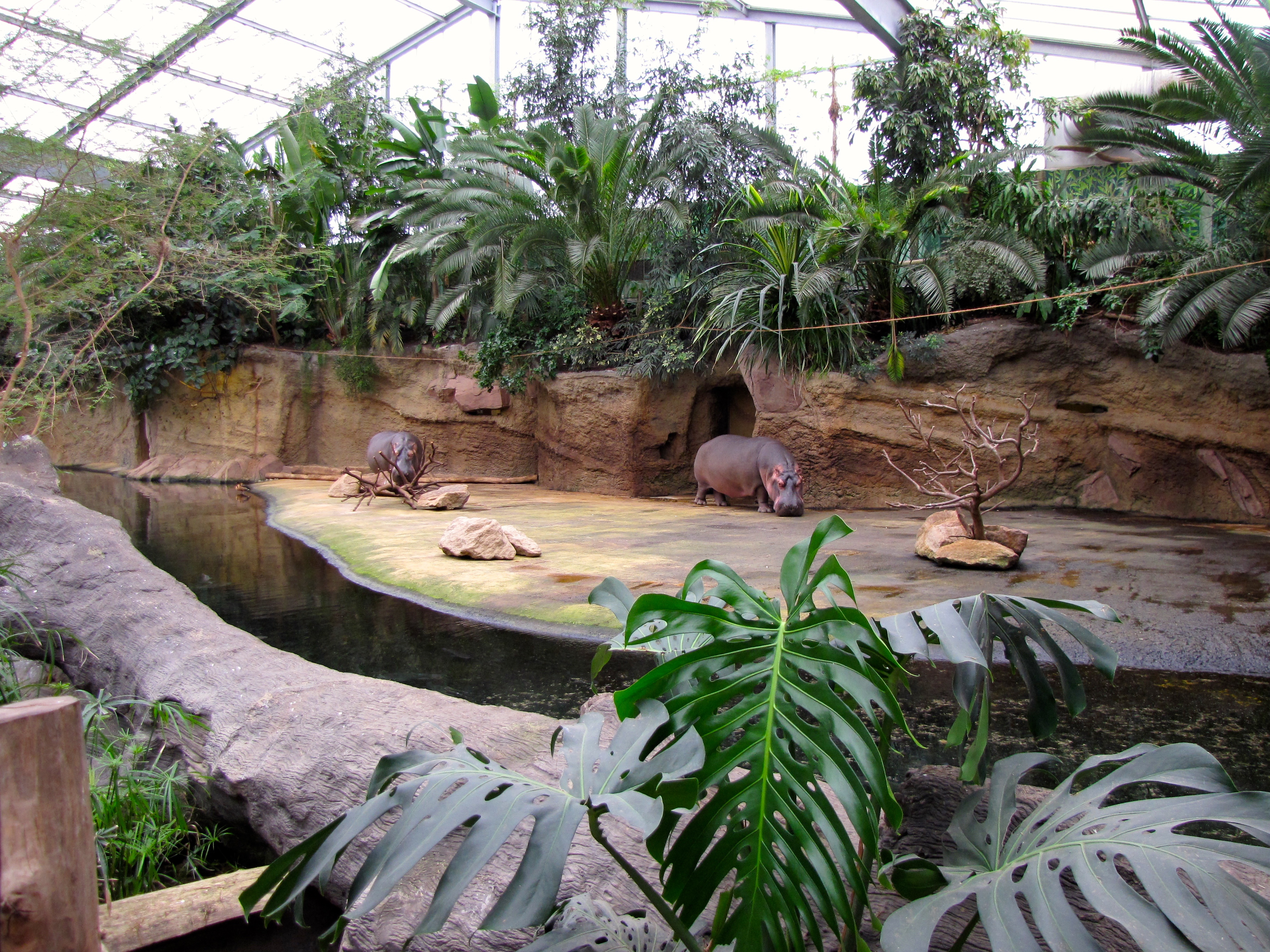
Afrikanische Flusslandschaft
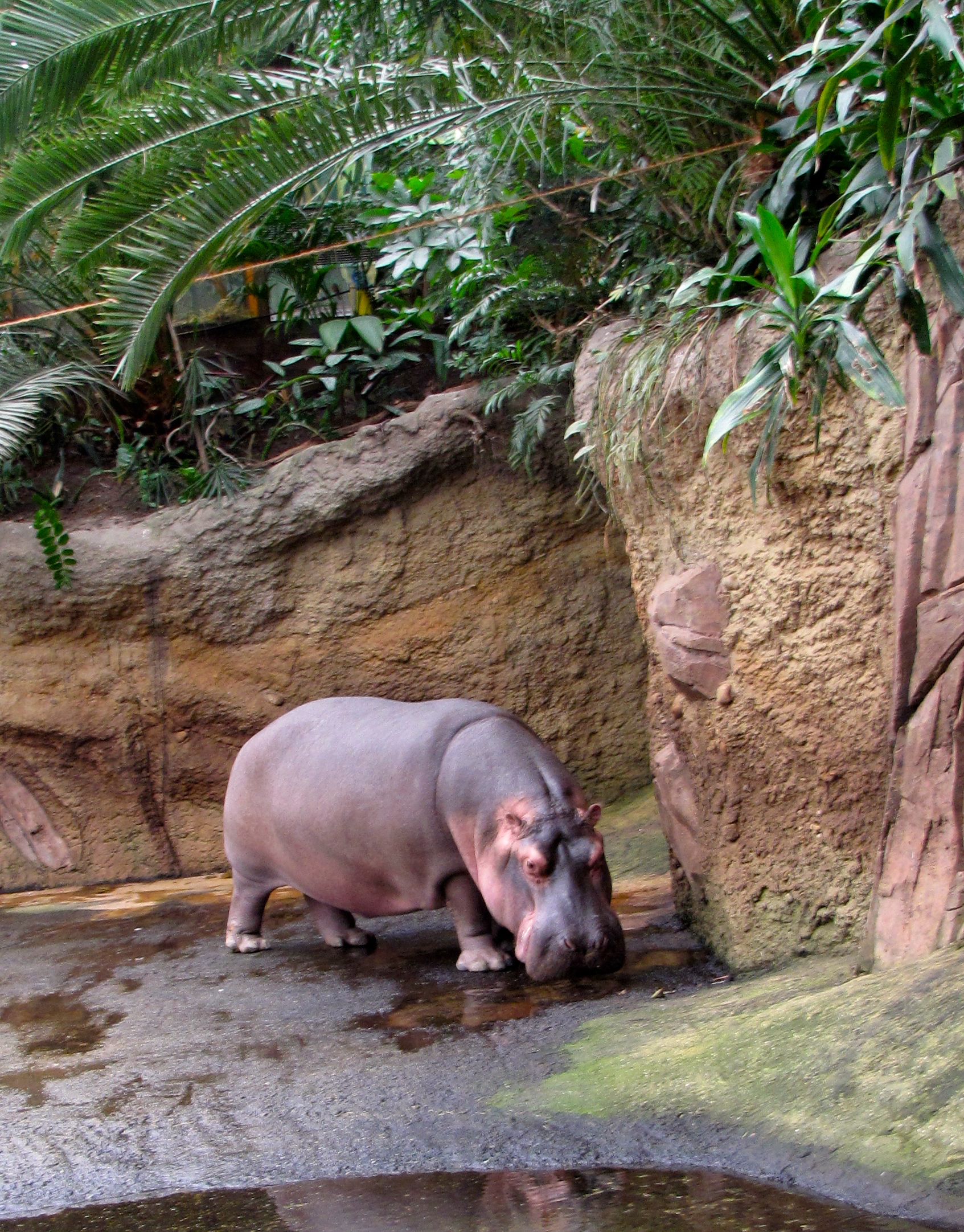
Flusspferd (Hippopotamus amphibius)
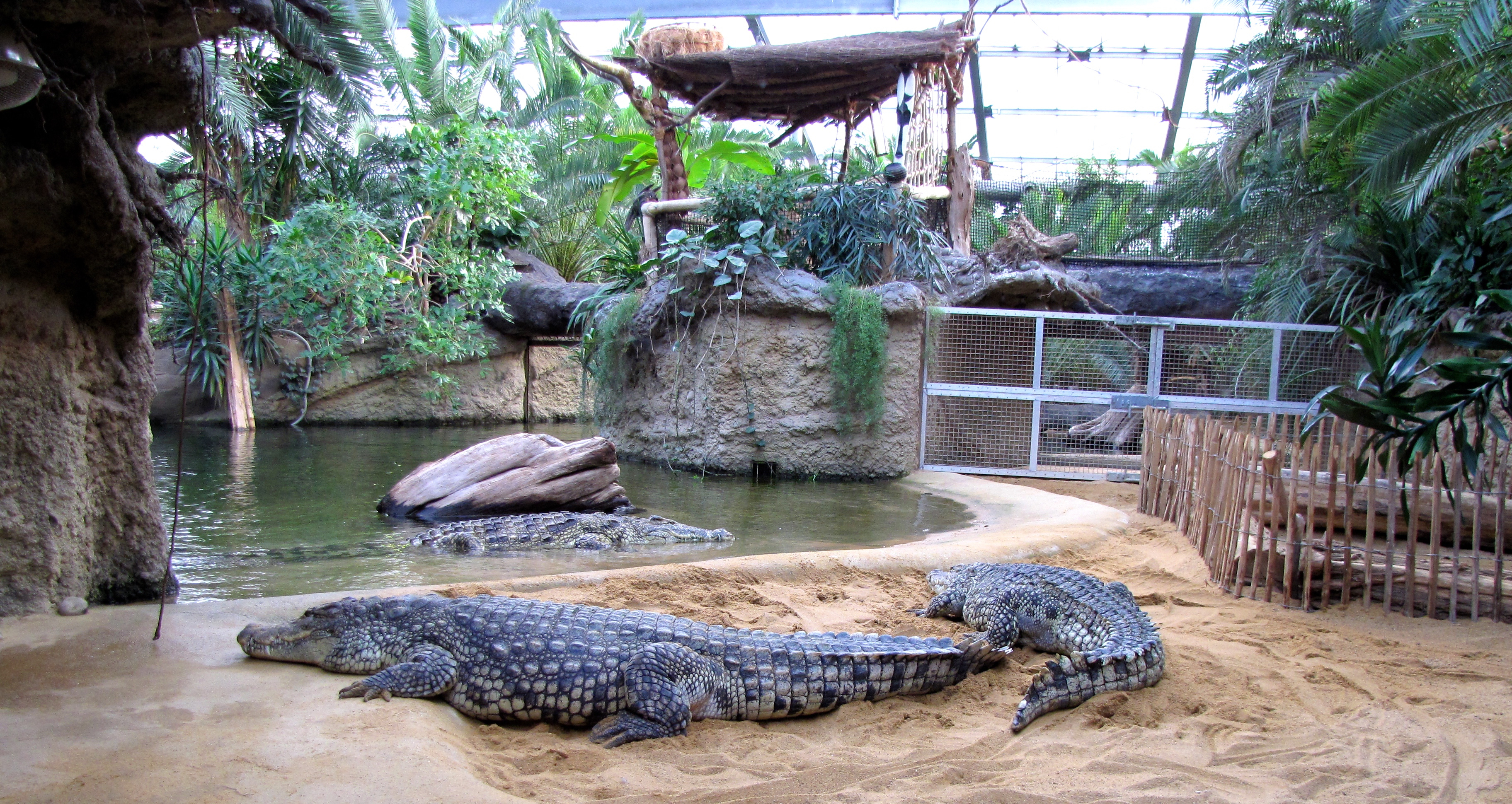
Nilkrokodil

Der Hippodom beherbergt zurzeit drei Flusspferde, vier Nilkrokodile, Sitatunga-Antilopen und weitere Bewohner einer afrikanischen Flusslandschaft, darunter verschiedene Vogelarten wie Dreifarben-Glanzstare, Kuhreiher, Gelbbrust-Pfeifgänse, Scharlachspinte, Genickbandweber, Graupapageien, Oliventauben, Schildturakos, Nacktkehl-Lärmvögel, Kronenkiebitze, Hammerköpfe und den Hagedasch, Fische wie Nilbarsche und Niltilapie, Kleinsäugetiere wie Rotbraune Rüsselspringer, Rotfüßige Sonnenhörnchen und Rodrigues-Flughunde und Reptilien wie die Starrbrust-Pelomedusen, Siedleragamen, Jemenchamäleons, Braune Hausschlangen und Afrikanische Eierschlangen. In einem separaten Gehege des Hippodoms leben zwei Erdferkel.

## Geozoo
Im Jahr 2012 stellte Zoodirektor Theo Pagel den Masterplan für den Zoo vor. Dieser Plan sieht eine tiefgreifende Umgestaltung des Tierparks vor, wobei die Tiere nach tiergeographischen Zonen (Geozoo) gruppiert werden; dabei sollen die Kontinente Afrika, Südamerika, Asien, Europa und Arktis erlebbar gemacht werden.

### Südamerika
Als erstes Element wurde 2012 im künftigen Südamerika-Bereich neben dem Gehege für den Flachlandtapir und das Capybara die Gastronomie Hacienda eröffnet und um ein Gehege für den Großen Ameisenbären ergänzt. Daneben wurde das im Stil einer russisch-orthodoxen Kirche gebaute Vogelhaus aus dem Jahr 1899 umfangreich saniert. 2021 wurde das auch als Südamerikahaus bekannte Gebäude in einen über einen Besuchersteg begehbaren Regenwald für Affen, Vögel und andere kleine Tiere des südamerikanischen Dschungels umgewandelt. Das Gebäude trägt den Namen Arnulf-und-Elizabeth-Reichert-Haus – benannt nach einem amerikanischen Großspender des Zoos.

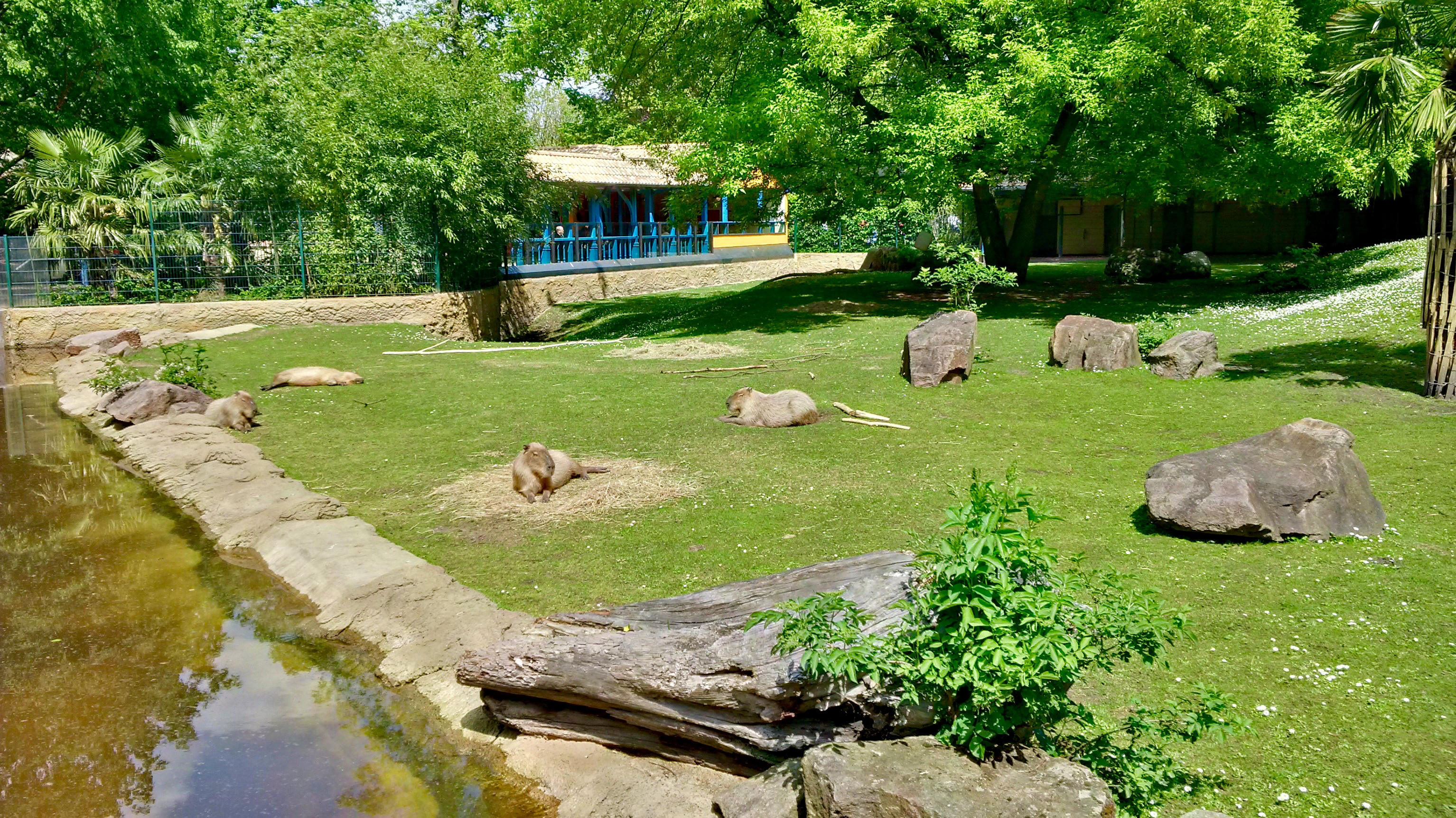
Capybara mit der Hazienda im Hintergrund

### Europa
2014 wurde in der Europa-Zone der Clemenshof eröffnet. Diese Nachbildung eines bergischen Bauernhofs aus dem 19. Jahrhundert zeigt vom Aussterben bedrohte Nutztierrassen, die in der modernen Landwirtschaft nicht mehr eingesetzt wird und ist um ein Streichelgehege und dem Zoo-Shop ergänzt. Beispielsweise wird das Schwarzbunte Niederungsrind, das Schwäbisch-Hällische Landschwein die Pommernente, die Diepholzer Gans, der Rheinische Schecke, das Meißner Widder, die Moorschnucke, der Poitou-Esel und das Bergische Schlotterkamm gezüchtet. Neben der Erhaltungszucht soll der Hof vor allem Kindern nachvollziehbar machen, wie alltägliche Lebensmittel erzeugt werden.
Im Haupthaus des Hofes entstanden auch neue Räumlichkeiten für die Zooschule, die mit 500 m² Platz für die jährlich ca. 20.000 Schüler bieten.
Im Bereich des Clemenshofs ist auch das Maskottchen des 1. FC Köln, der Geißbock Hennes IX untergebracht.

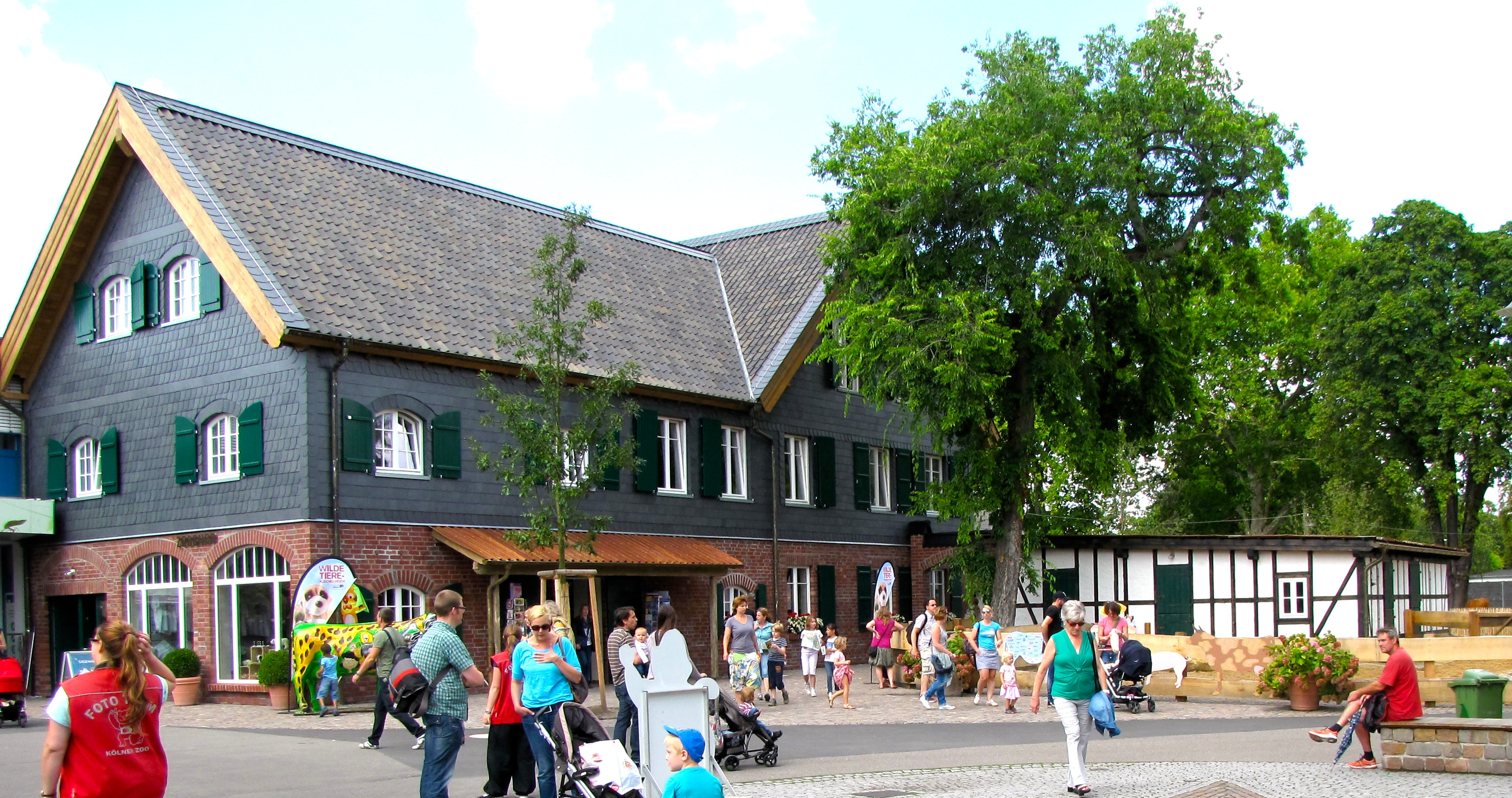
Clemenshof (2014)
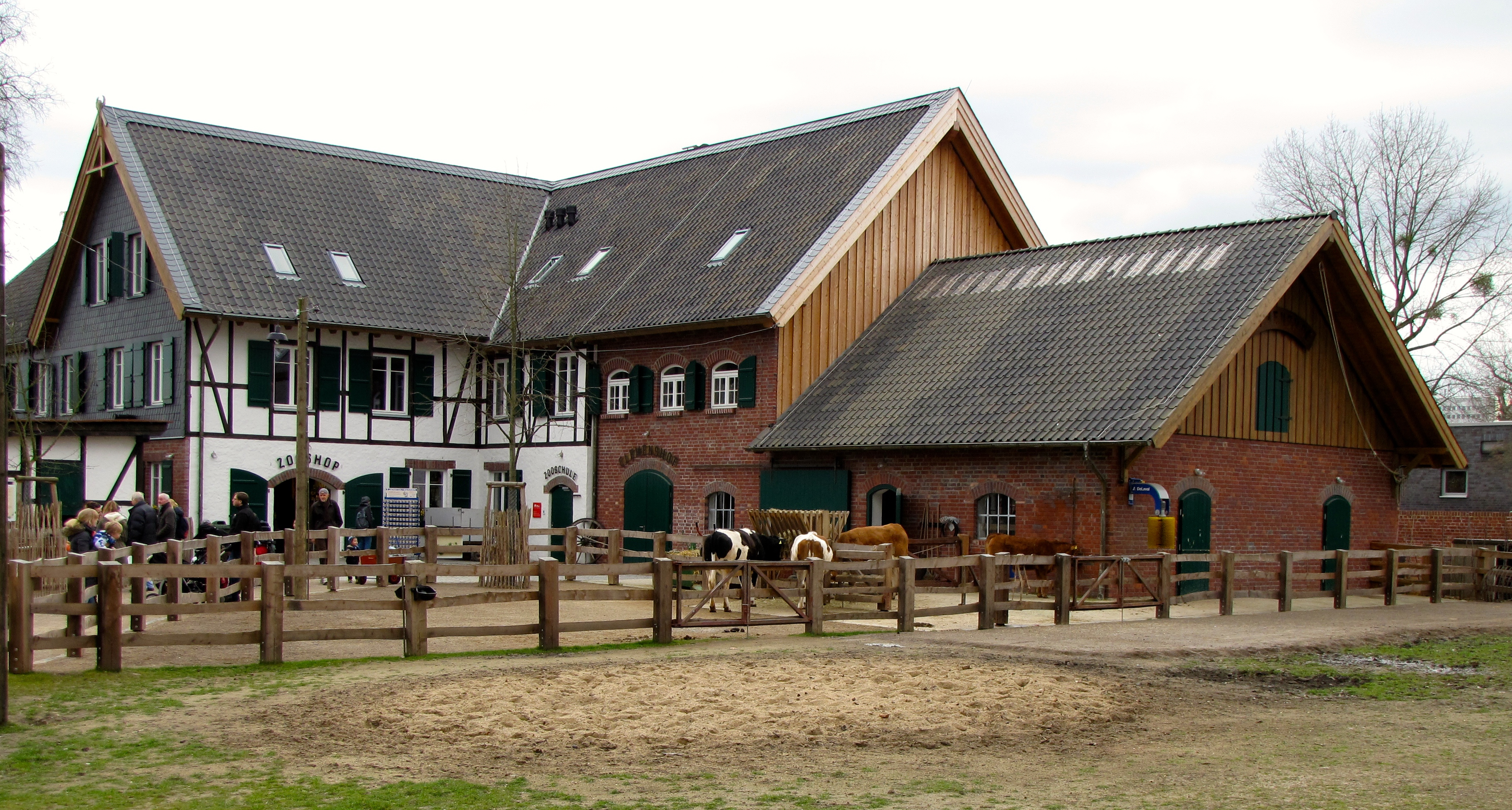
Rückseite

### Asien
2017 wurde das langjährige Alpaka-Gehege in eine moderne Anlage für die bedrohten Bantengs, asiatische Wildrinder, umgewandelt.
Als Vorgriff auf künftige Bauarbeiten im geplanten Südamerikabereich hat man die (aus Asien stammenden) Kleinen Pandas innerhalb des Zoos umgesiedelt. Für sie entstand 2018 eine neue Anlage in der Nähe der Großkatzenanlagen. Im Bereich ihres vorherigen Geheges soll eine Anlage für Jaguare entstehen.
Eine umfangreiche Modernisierung der aus den 1960er Jahren stammenden Tiger-Anlage wurde Anfang Juli 2020 abgeschlossen. Die umgebaute Anlage soll sowohl eine bessere Haltung als auch eine interessantere Präsentation der Tiger ermöglichen. Für die Tiere entstanden zusätzliche Absperrgehege, eine Wand für Beschäftigungstraining sowie ein hoher Kletterbaum. Den Besuchern werden unter anderem durch einen neu angelegten Treppenabgang und durch große Sichtfenster verschiedene Perspektiven auf die Tiger geboten. Ein Teil der Investitionskosten von zwei Millionen Euro konnte durch eine Kooperation mit dem WWF gedeckt werden. In einer gemeinsamen Spendensammelaktion hatte man Gelder für den Umbau der Kölner Tiger-Anlage sowie für den Schutz freilebender Tiger in der Amur-Region eingeworben.

## Zuchterfolge der Elefanten
In den letzten Jahren konnte der Kölner Zoo einige Zuchterfolge bei seinen Elefanten verzeichnen; alle Geburten fanden innerhalb der Herde ohne menschliche Eingriffe statt. Die Mutter des am 26. Januar 2017 geborenen Bullen ist ebenfalls schon im Kölner Zoo geboren worden. Damit geht der Zoo erstmals in die zweite Generation.
- Marlar (♀) („Blüte“ oder „Blume“), das erste asiatische Elefantenkalb, das im Kölner Zoo geboren wurde, kam am 30. März 2006 zur Welt. Die Herde konnte während der Tragzeit via Webcam weltweit beobachtet werden. Die Geburt von Marlar war aber auch von den Zoomitarbeitern nicht zu sehen, weil sich die Elefantenkuh in einen toten Winkel zurückgezogen hatte. Marlars Vater Radza lebt im Zoo Emmen. Wegen gesundheitlicher Probleme musste Marlars Mutter, Kaingh Lwin Htoo, am 13. Dezember 2006 eingeschläfert werden. Die ersten Probleme traten bereits vor der Geburt von Marlar auf. Die Einschläferung wurde zunächst hinausgezögert, um Marlar ein möglichst normales Aufwachsen zu ermöglichen.
- Am 16. September 2006 kamen fünf weitere Elefantenkühe aus Thailand in den Kölner Zoo. Davon war die Kuh Tonk Koon bereits hoch tragend. Die Geburt von Ming Jung (♂) folgte am 16. April 2007. Der Bulle verdankt seinen Namen einer Aktion des Kölner Express, in der die Leser aufgerufen wurden, einen Namen für das Elefantenbaby auszusuchen. Die Jury aus Mitarbeitern der Zeitung und des Kölner Zoos entschied sich für „Ming Jung“ („Mein Junge“), weil der kölsche Ausdruck einen asiatischen Klang habe. Am 12. Juli 2012 kam Ming Jung in den Zoo von Antwerpen, wo er zusammen mit zwei weiteren männlichen Jungtieren aufwächst.[66]
- 9. Mai 2007: Maha Kumari (♀) („Große Prinzessin“); Mutter: Thi Ha Phyu; Vater: Bindu
- 27. Juli 2009: Khin Yadanar Min (♂) („Siegreiches Juwel“); Mutter: Aye Chan May; Vater: Bindu[67]
- 8. April 2011: Rajendra (♂) („König der Götter“); Mutter: Tong Koon; Vater: Sang Raja[68]
- 25. Juli 2012: Bindi (♀) (Burmesisch für „Pünktchen“); Mutter: Shu Tu Zar; Vater: Bindu[69]
- 16. März 2016: La Min Kyaw (♂) (Burmesisch für „an einem Mittwoch geborener berühmter König“); Mutter: Shu Tu Zar; Vater: Bindu[70]
- 26. Januar 2017: Jung Bul Kne (♂) (Nachnamen der Mitglieder des Kölner Dreigestirns 2017);[65][71] Mutter: Maha Kumari; Vater: Sang Raja („Prächtiger König“). Nachdem Maha Kumari 2014 nach einer Tragzeit von 15 Monaten eine Fehlgeburt hatte, vermutlich in Folge einer Pockeninfektion, ist Jung Bul Kne der erste Zuchterfolg der zweiten Generation im Kölner Zoo.[72][73]
- 20. März 2017: Moma (♂) (benannt nach dem ARD-Morgenmagazin); Mutter: Marlar; Vater: Sang Raja[74]
- 7. Juni 2017: Kitai (♂) (Japanisch für „Hoffnungsvoller Herrscher“); Mutter: Tong Koon; Vater: Sang Raja[75]
- 12. Juni 2017: kein Name vergeben (♂), verstarb bereits am 18. Juni 2017; Mutter: Kreeblamduan; Vater: Sang Raja[76]
- 17. Juni 2020: Leev Ma Rie  (♀) (Liebe Marie  kölsche Ausdruck mit einem asiatischen Klang), Mutter: Shu Tu Zar; Vater: Bindu[77][78]
- 13. Juni 2023: Sarinya (♀) (Thailändisch für "die Vertrauenswürdige"), Mutter: Bindi; Vater: Sang Raja

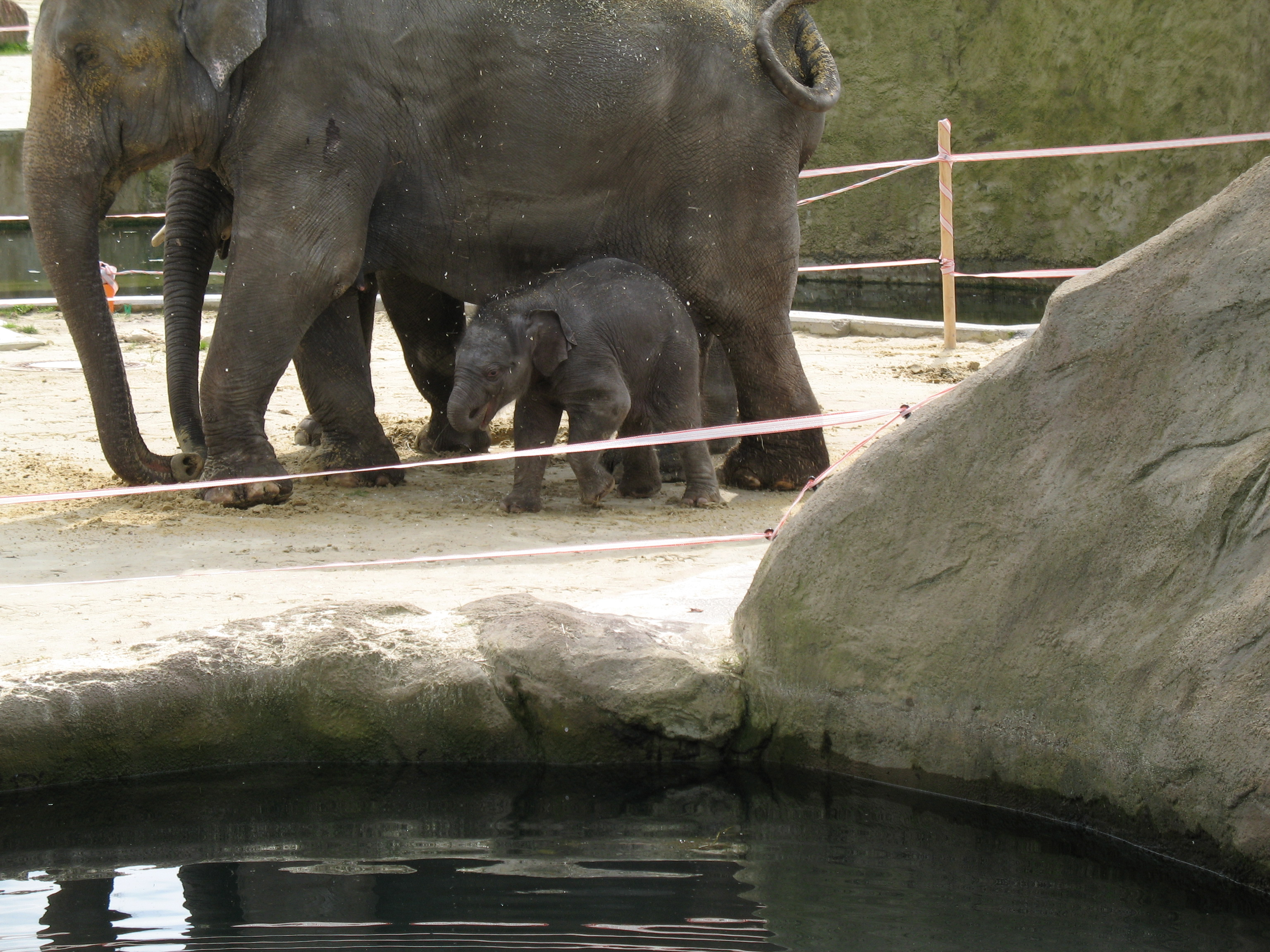
Marlar mit ihrer Mutter Kaingh Lwin Htoo (2006)
Marlar kurz nach ihrem ersten Geburtstag (2007)
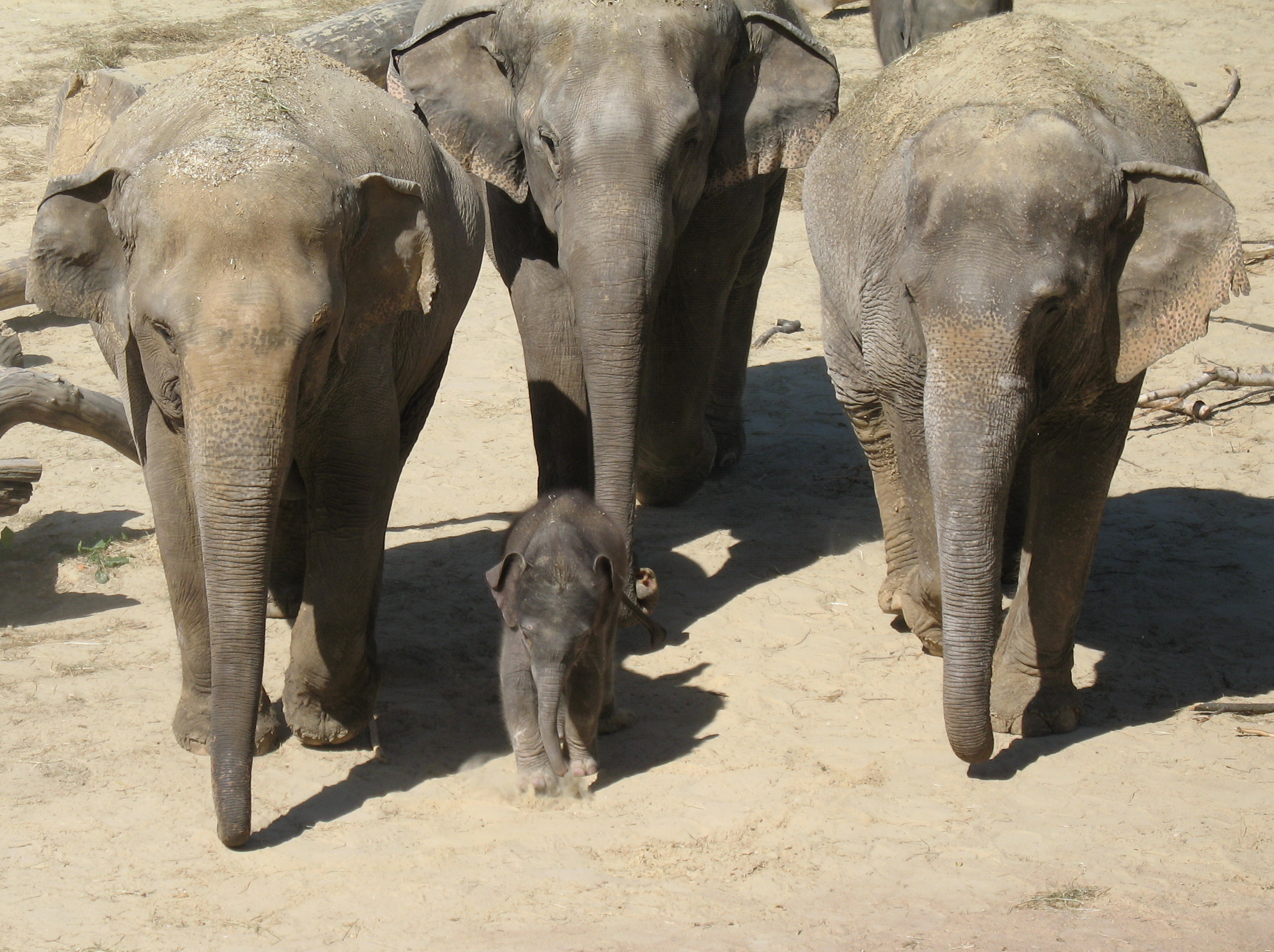
Ming Jung und drei Kühe (2007)
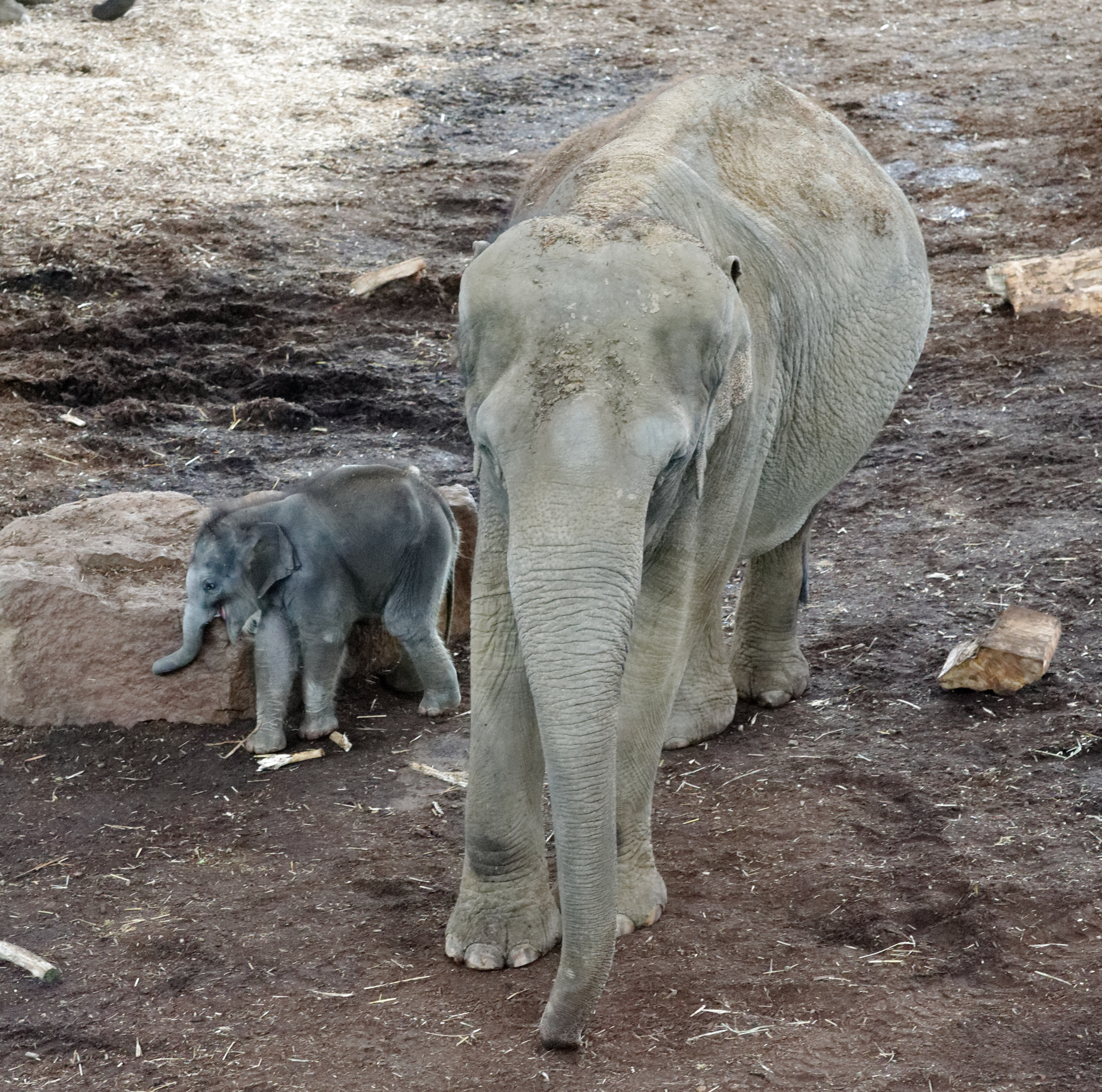
Mutter Marlar mit Moma (2017)

## Forschungsprojekte

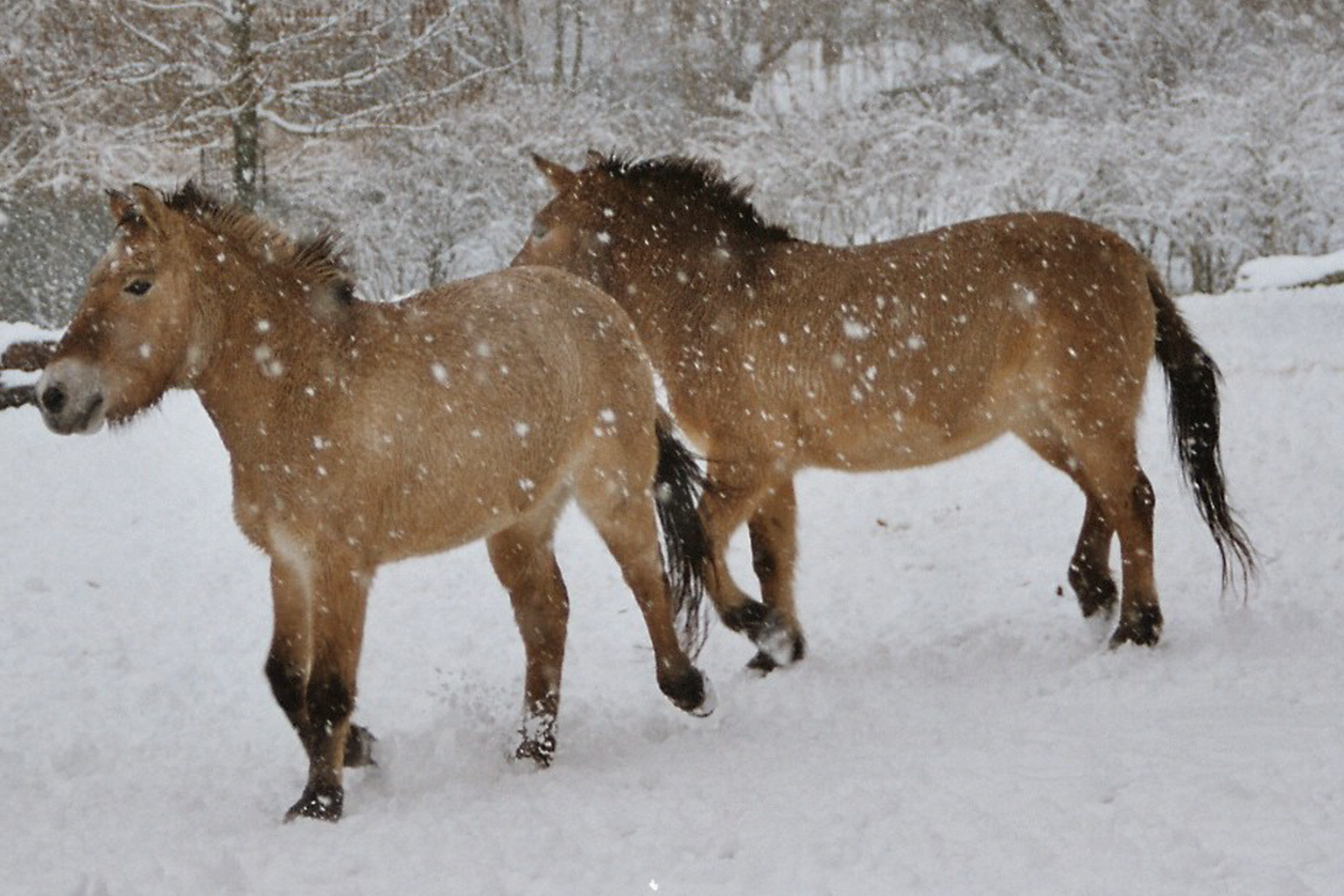
Kölner Przewalski-Pferde im Schneetreiben

Der Kölner Zoo unterstützt eine Reihe von Naturschutzprojekten und begleitet diese wissenschaftlich:
- Unterstützung der sambischen Naturschutzbehörde zur Eindämmung der Wilderei am Luangwa River in Sambia
- Brillenbär-Projekt in Peru
- Regenwaldschutzprojekt in Vietnam

Der Kölner Zoo unterstützt seit 1999 das Naturschutzgebiet Phong Nha-Ke Bang in Zentral-Vietnam und arbeitet dabei mit der Naturschutzbehörde der Universität von Hanoi zusammen.
- Projekte zur Rettung der Przewalski-Pferde an den Standorten Köln, Hunnesrück, Sprakeler Heide, Tennenloher Forst und Wildpark Schorfheide mit Forschungsbegleitung durch das Leibniz-Institut für Zoo- und Wildtierforschung und anschließender Auswilderung in der Hortobágy-Puszta in Ungarn und in Xinjiang (China)
- Schutz der letzten Sclaters Makis in Madagaskar.

## Wildlebende Tiere

Flamingowiese des Kölner Zoos im Winter

Die Lebensbedingungen, die der Kölner Zoo bietet, sind der Grund, warum sich hier auch eine Reihe wildlebender Tiere regelmäßig einfindet. Neben Stockenten auf den Ententeichen sind die auffälligsten Tiere eine große Wildpopulation von Graureihern, die mittlerweile in einer Kolonie auf den Kronen der alten Bäume auf dem Zoogelände leben. Besucher haben hier die Gelegenheit, aus unmittelbarer Nähe die spektakulären Landemanöver auf den Baumkronen sowie die Aufzucht von Graureiherjungen zu beobachten.
Ebenfalls regelmäßige Gäste im Zoogelände sind Rabenkrähen, die vor allem in Bärengehegen und in der Waschbäranlage auf die Fütterung der Zootiere warten. Rabenkrähen vergreifen sich allerdings auch an der Brut der Flamingos und der Enten, so dass hier die Aufzucht wesentlich schwieriger geworden ist.
Zum Verjagen der Lachmöwen wurde eigens eine Seilbahn installiert, an der eine Greifvogel-Attrappe entlang des Ententeichs bewegt werden konnte. Dies zeigte allerdings keine Wirkung.
Füchse, die im Zoo frei leben, sind verantwortlich für den Tod der äußerst seltenen weiblichen Saiga-Antilopen im Jahr 2006.
Im Aquarium hat sich die Gewächshausspringspinne (Hasarius adansoni) angesiedelt, die zum Beispiel bei den Fauchschaben (Gromphadorhina portentosa) beobachtet werden kann.

## Skulpturen

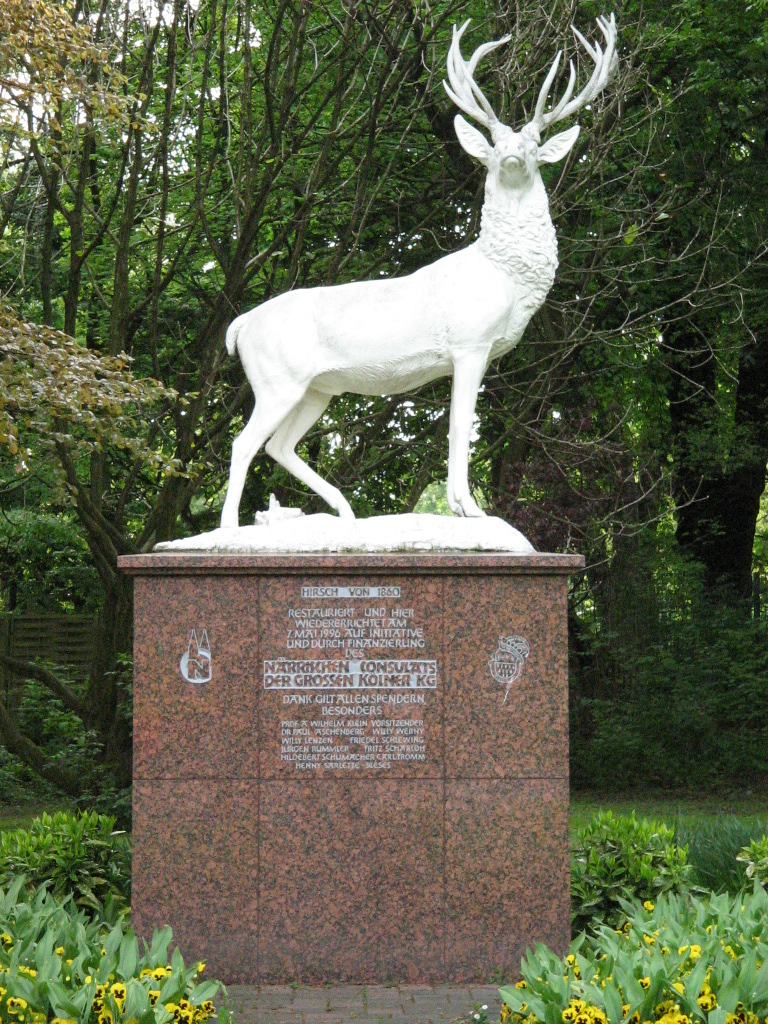
Denkmal von 1860, 1996 neu aufgestellt
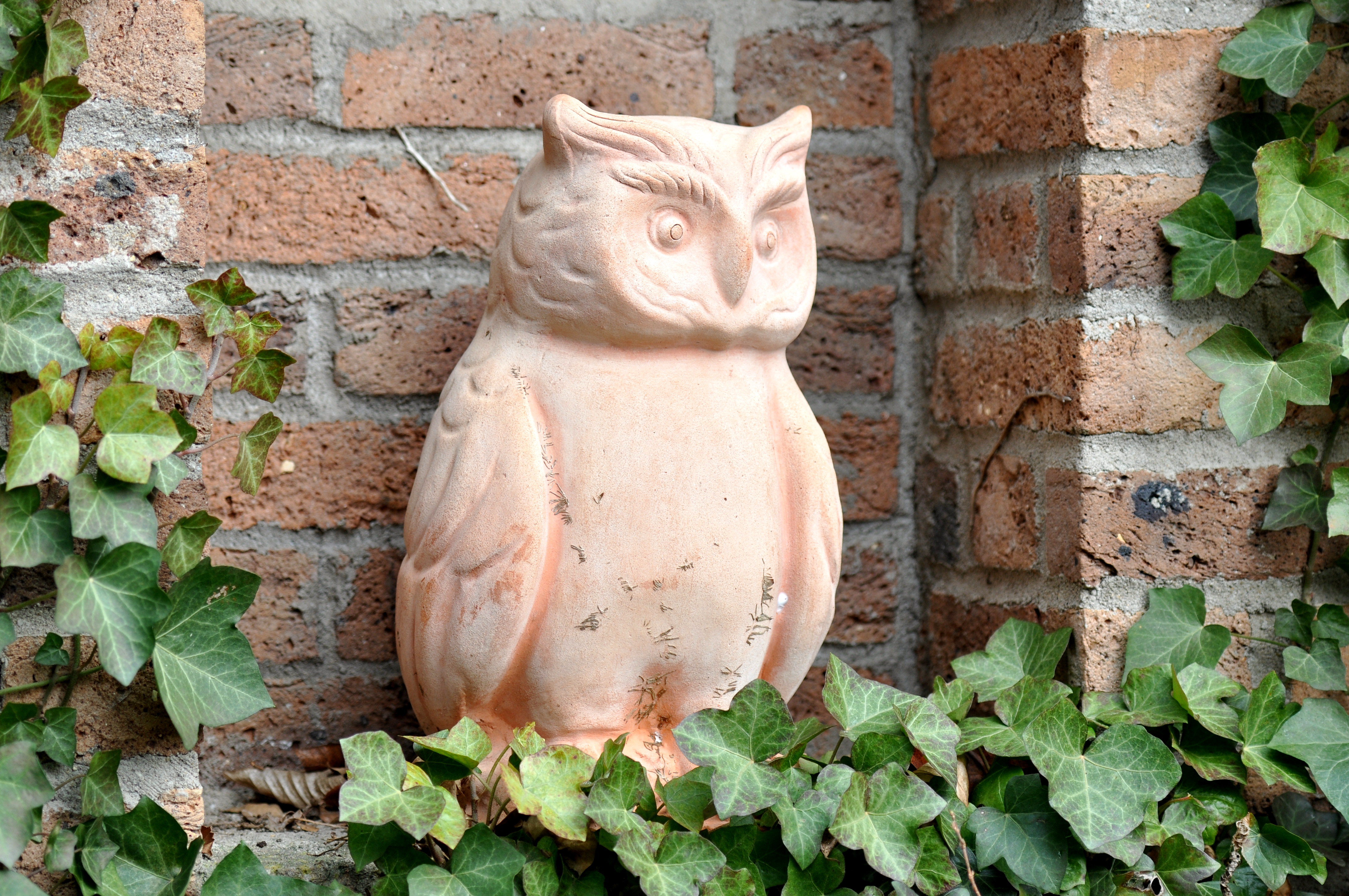
Eulenskulptur
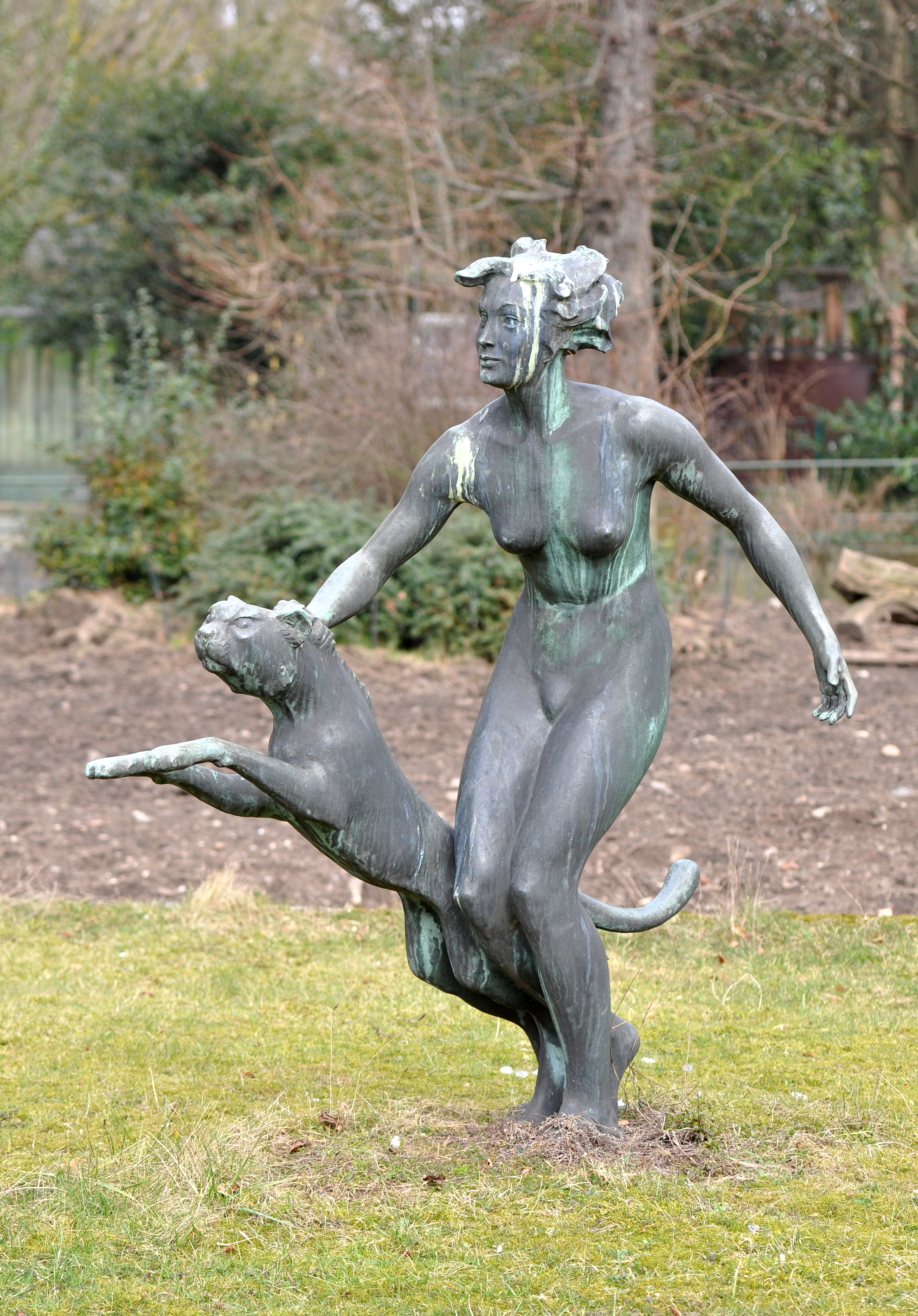

## Vorfälle
- Am 10. November 1975 entkamen drei Jaguare aus ihrem Gehege. Ein Pfleger wurde angegriffen, woraufhin das Tier von der Polizei erschossen wurde, die beiden anderen konnten eingefangen werden.[79]
- Am 10. Oktober 1985 brach der Schimpanse Petermann aus seinem Gehege aus und verletzte den damaligen Direktor Gunther Nogge lebensgefährlich. Das Tier wurde daraufhin von der Polizei erschossen.[80]
- Im August 1988 konnte ein Grizzly aus seinem Gehege entkommen. Nachdem er einen Baum ausgerissen und mit dessen Hilfe einen ansonsten unüberwindlichen Wassergraben überquert hatte, wurde er durch einen Pfleger erschossen.[81]
- In den 1980er Jahren wurde ein Mann von einem Löwen getötet, ein anderer von einem Tiger schwer verletzt. Beide Männer waren über Absperrungen geklettert.[81]
- Am 25. August 2012 attackierte der Sibirische Tiger Altai seine Pflegerin und verletzte sie tödlich. Das Tier war durch eine offen gelassene Sicherheitsschleuse in einen überdachten Teil seines Geheges eingedrungen, den die Tierpflegerin gerade säuberte. Der Kater wurde von Direktor Theo Pagel mit einem Gewehr erschossen, um Rettungskräften Zugang zu der Pflegerin zu ermöglichen.[80]
- Am 15. März 2022 führte ein Brand im Regenwaldhaus zum Tod von mehr als 130 Tieren, darunter auch Arten, die im Europäischen Erhaltungszuchtprogramm aufgeführt sind.[82]
- Am 12. Februar 2024 musste der Zoo aufgrund Geflügelpest-Befalls auf unbestimmte Zeit schließen.[83][84] Seit 17. Februar 2024 hat der Zoo mit Einschränkungen wieder geöffnet.[85]

## Angebote

### Aktien
Für 750 Euro kann eine besonders gestaltete Namensaktie des Kölner Zoos erworben werden.

### Veranstaltungen

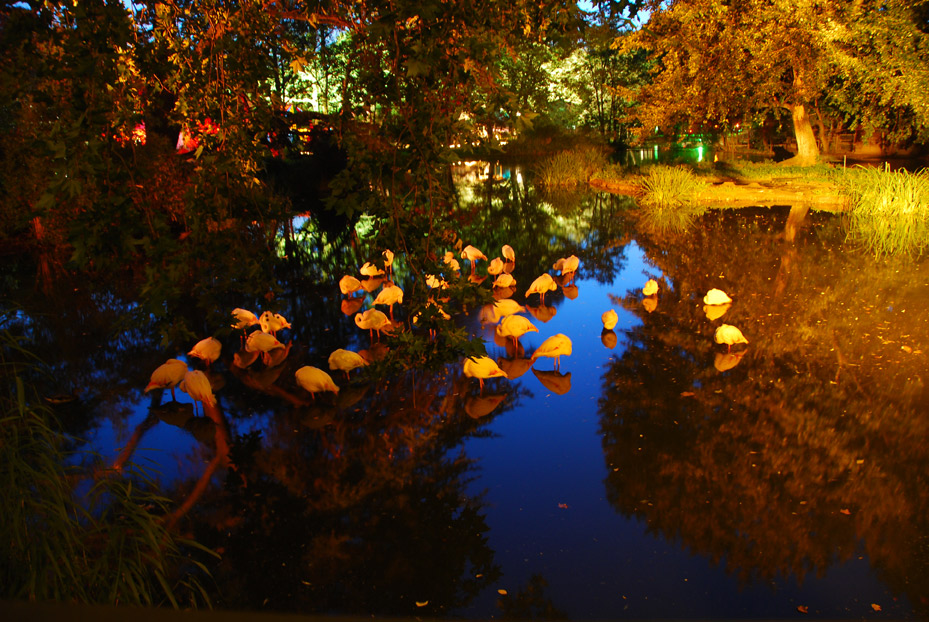
Sommernacht in Zoo und Flora, 2007

- Von 1997 bis 2009 fand jährlich am zweiten Samstag im August die Sommernacht in Zoo und Flora mit rund 15.000 Besuchern statt. Der Zoo wurde mit Scheinwerfern erleuchtet, und es gab Bühnenprogramme. 2010 fanden die Langen Nächte im Kölner Zoo an allen vier Samstagen im August statt.[88]
- 2010 feierte der Kölner Zoo mit zahlreichen Veranstaltungen sein 150-jähriges Jubiläum.[89]
- Im April 2011 fand die künstlerische Umsetzung des vom Kölner Zoo ausgerufenen Wettbewerbes ARTgerecht – gesprühte Kunst für den Kölner Zoo statt. Die Kölner Zoomauer an der Riehler Straße wurde im Rahmen eines Graffitiprojektes von verschiedenen Graffitikünstlern bemalt.[90]

### Tierpatenschaften
Damit der Zoo kostendeckend arbeitet, kann man ab 50 Euro auch Tierpate werden. Beispielsweise kann man für 50 Euro Pate eines Pfeilgiftfrosches und für 5000 Euro Tierpate eines Elefanten werden.